# МКХ-10: Клас XX. Зовнішні причини захворюваності та смертності

## (V01-Y98) Клас XX. Зовнішні причини захворюваності та смертності

### (V01-X59) Нещасні випадки

#### (V01-V99) Транспортні нещасні випадки

##### (V01-V09) Пішоходи, які постраждали внаслідок транспортного нещасного випадку[Примітки 1]
|         | Виключаючи: зіткнення пішохода (що везе візок або коляску) з іншим пішоходом (що везе візок або коляску) (W.51.-) — З наступним падінням (W.03.-) |
| (V01)   | Пішохід, потерпілий при зіткненні з велосипедистом                                                                                                |
| (V02)   | Пішохід, потерпілий при зіткненні з дво- або триколісним моторним транспортним засобом                                                            |
| (V03)   | Пішохід, потерпілий при зіткненні з легковим автомобілем, вантажним автомобілем типу пікап або фургоном                                           |
| (V04)   | Пішохід, потерпілий при зіткненні з важким вантажним автомобілем або автобусом                                                                    |
| (V05)   | Пішохід, потерпілий при зіткненні з поїздом або іншим залізничним транспортним засобом                                                            |
| (V06)   | Пішохід, потерпілий при зіткненні з іншим немоторних транспортним засобом                                                                         |
| (V09)   | Пішохід, який постраждав внаслідок інших та неуточнених транспортних нещасних випадків                                                            |
| (V09.0) | Пішохід, який постраждав внаслідок недорожні нещасного випадку, пов'язаного з іншими та неуточненими мототранспортними засобами                   |
| (V09.1) | Пішохід, який постраждав внаслідок неуточненного недорожні нещасного випадку                                                                      |
| (V09.2) | Пішохід, який постраждав внаслідок дорожнього нещасного випадку, пов'язаного з іншими та неуточненими мототранспортними засобами                  |
| (V09.3) | Пішохід, який постраждав внаслідок неуточненного дорожнього нещасного випадку                                                                     |
| (V09.9) | Пішохід, який постраждав внаслідок неуточненного транспортного нещасного випадку                                                                  |

##### (V10-V19) Велосипедисти, які постраждали внаслідок транспортного нещасного випадку[Примітки 2]
| (V10)   | Велосипедист, травмований при зіткненні з пішоходом або твариною |
| (V10)   | Виключаючи: зіткнення з підводою, запряженою твариною, або з твариною під сідлом (V.16.-)                                                                           |
| (V11)   | Велосипедист, травмований при зіткненні з іншим велосипедистом |
| (V12)   | Велосипедист, травмований при зіткненні з дво- або триколісним моторним транспортним засобом                                                                        |
| (V13)   | Велосипедист, травмований при зіткненні з легковим автомобілем, вантажним автомобілем типу пікап або фургоном                                                       |
| (V14)   | Велосипедист, травмований при зіткненні з важким вантажним автомобілем або автобусом                                                                                |
| (V15)   | Велосипедист, травмований при зіткненні з поїздом або іншим залізничним транспортним засобом                                                                        |
| (V16)   | Велосипедист, травмований при зіткненні з іншим немоторним транспортним засобом                                                                                     |
| (V17)   | Велосипедист, травмований при зіткненні із закріпленим або стаціонарним об'єктом                                                                                    |
| (V18)   | Велосипедист, який постраждав внаслідок транспортного нещасного випадку без зіткнення                                                                               |
| (V19)   | Велосипедист, який постраждав внаслідок іншого і неуточненного транспортного нещасного випадку                                                                      |
| (V19.0) | Велосипедист-водій, потерпілий при зіткненні з іншими та неуточненими моторними транспортними засобами в результаті недорожні нещасного випадку                     |
| (V19.1) | Пасажир, потерпілий при зіткненні з іншими або неуточненими моторними транспортними засобами в результаті недорожні нещасного випадку                               |
| (V19.2) | Велосипедист без додаткового уточнення, потерпілий при зіткненні з іншими та неуточненими моторними транспортними засобами в результаті недорожні нещасного випадку |
| (V19.3) | Велосипедист (любой), який постраждав внаслідок неуточненного недорожні нещасного випадку                                                                           |
| (V19.4) | Велосипедист-водій, потерпілий при зіткненні з іншими та неуточненими мототранспортними засобами в результаті дорожнього нещасного випадку                          |
| (V19.5) | Пасажир, потерпілий при зіткненні з іншими та неуточненими мототранспортними засобами в результаті дорожнього нещасного випадку                                     |
| (V19.6) | Велосипедист без додаткового уточнення, потерпілий при зіткненні з іншими та неуточненими мототранспортними засобами в результаті дорожнього нещасного випадку      |
| (V19.8) | Велосипедист (кожної), потерпілий в результаті іншого уточненого дорожнього нещасного випадку                                                                       |
| (V19.9) | Велосипедист (любой), який постраждав внаслідок неуточненного дорожнього нещасного випадку                                                                          |

##### (V20-V29) Мотоциклісти, які постраждали внаслідок транспортного нещасного випадку[Примітки 3]
|         | Включаючи: велосипед з мотором, мопед, мотоцикл з коляскою, скутер з мотором                                                                                  |
|         | Виключаючи: триколісне мототранспортних засобів (V.30-V.39)                                                                                                   |
| (V20)   | Мотоцикліст, травмований при зіткненні з пішоходом або твариною                                                                                               |
|         | Виключаючи: зіткнення з підводою, запряженою твариною або з твариною під сідлом (V.26.-)                                                                      |
| (V21)   | Мотоцикліст, травмований при зіткненні з велосипедистом |
| (V22)   | Мотоцикліст, травмований при зіткненні з дво- або триколісним моторним транспортним засобом                                                                   |
| (V23)   | Мотоцикліст, травмований при зіткненні з легковим автомобілем, вантажним автомобілем типу пікап або фургоном                                                  |
| (V24)   | Мотоцикліст, травмований при зіткненні з важким вантажним автомобілем або автобусом                                                                           |
| (V25)   | Мотоцикліст, травмований при зіткненні з поїздом або іншим залізничним транспортним засобом                                                                   |
| (V26)   | Мотоцикліст, травмований при зіткненні з іншим немоторних транспортним засобом                                                                                |
| (V27)   | Мотоцикліст, травмований при зіткненні із закріпленим або стаціонарним об'єктом                                                                               |
| (V28)   | Мотоцикліст, який постраждав внаслідок транспортного нещасного випадку без зіткнення                                                                          |
| (V29)   | Мотоцикліст, який постраждав внаслідок іншого і неуточненного транспортного нещасного випадку                                                                 |
| (V29.0) | Водій, потерпілий при зіткненні з іншими та неуточненими мототранспортними засобами в результаті недорожні нещасного випадку                                  |
| (V29.1) | Пасажир, потерпілий при зіткненні з іншими та неуточненими мототранспортними засобами в результаті недорожні нещасного випадку                                |
| (V29.2) | Мотоцикліст без додаткового уточнення, потерпілий при зіткненні з іншим і неуточненими мототранспортних засобів в результаті недорожні нещасного випадку      |
| (V29.3) | Мотоцикліст, який постраждав внаслідок неуточненного недорожні нещасного випадку                                                                              |
| (V29.4) | Водій, потерпілий при зіткненні з іншими та неуточненими мототранспортними засобами в результаті дорожнього нещасного випадку                                 |
| (V29.5) | Пасажир, потерпілий при зіткненні з іншими та неуточненими мототранспортними засобами в результаті дорожнього нещасного випадку                               |
| (V29.6) | Мотоцикліст без додаткового уточнення, потерпілий при зіткненні з іншими та неуточненими мототранспортними засобами в результаті дорожнього нещасного випадку |
| (V29.8) | Мотоцикліст (кожної), потерпілий в результаті іншого уточненого дорожнього нещасного випадку                                                                  |
| (V29.9) | Мотоцикліст (любой), який постраждав внаслідок неуточненного дорожнього нещасного випадку                                                                     |

##### (V30-V39) Особа, яка постраждала внаслідок транспортного нещасного випадку, перебуваючи у триколісному транспортному засобі[Примітки 4]
|         | Включаючи: триколісний велосипед з мотором |
|         | Виключаючи: мотоцикл з коляскою (V.20-V.29), транспортний засіб, призначений переважно для використання поза дороги (V.86.-)                                                                                           |
| (V30)   | Особа, що знаходилася в триколісному моторному транспортному засобі і постраждале при його зіткненні з пішоходом або твариною                                                                                          |
|         | Виключаючи: зіткнення з підводою, запряженою твариною, або з твариною під сідлом (V.36.-) |
| (V31)   | Особа, що знаходилася в триколісному моторному транспортному засобі і постраждале при його зіткненні з велосипедистом                                                                                                  |
| (V32)   | Особа, що знаходилася в триколісному моторному транспортному засобі і постраждале при його зіткненні з іншим дво- або триколісним моторним транспортним засобом                                                        |
| (V33)   | Особа, що знаходилася в триколісному моторному транспортному засобі і постраждале при його зіткненні з легковим автомобілем, вантажним автомобілем типу пікап або фургоном                                             |
| (V34)   | Особа, що знаходилася в триколісному моторному транспортному засобі і постраждале при його зіткненні з важким вантажним автомобілем або автобусом                                                                      |
| (V35)   | Особа, що знаходилася в триколісному моторному транспортному засобі і постраждале при його зіткненні з поїздом або іншим залізничним транспортним засобом                                                              |
| (V36)   | Особа, що знаходилася в триколісному моторному транспортному засобі і постраждале при його зіткненні з іншим немоторних транспортним засобом                                                                           |
| (V37)   | Особа, що знаходилася в триколісному моторному транспортному засобі і постраждале при його зіткненні з закріпленим або стаціонарним об'єктом                                                                           |
| (V38)   | Особа, що знаходилася в триколісному моторному транспортному засобі і постраждале в результаті транспортного нещасного випадку без зіткнення                                                                           |
| (V39)   | Особа, що знаходилася в триколісному моторному транспортному засобі і постраждале в результаті іншого і неуточненного транспортного нещасного випадку                                                                  |
| (V39.0) | Водій, потерпілий при зіткненні з іншими та неуточненими мототранспортними засобами в результаті недорожні нещасного випадку                                                                                           |
| (V39.1) | Пасажир, потерпілий при зіткненні з іншими або неуточненими мототранспортними засобами в результаті недорожні нещасного випадку                                                                                        |
| (V39.2) | Особа без додаткового уточнення, що знаходилося в триколісному мототранспортних засобів і постраждале при його зіткненні з іншими та неуточненими мототранспортними засобами в результаті недорожні нещасного випадку  |
| (V39.3) | Особа (будь-яке), що знаходилося в триколісному мототранспортних засобів і постраждале в результаті неуточненного недорожні нещасного випадку                                                                          |
| (V39.4) | Водій, потерпілий при зіткненні з іншими та неуточненими мототранспортними засобами в результаті дорожнього нещасного випадку                                                                                          |
| (V39.5) | Пасажир, потерпілий при зіткненні з іншими та неуточненими мототранспортними засобами в результаті дорожнього нещасного випадку                                                                                        |
| (V39.6) | Особа без додаткового уточнення, що знаходилося в триколісному мототранспортних засобів і постраждале при його зіткненні з іншими та неуточненими мототранспортними засобами в результаті дорожнього нещасного випадку |
| (V39.8) | Особа (будь-яке), що знаходилося в триколісному мототранспортних засобів і постраждале в результаті іншого уточненого дорожнього нещасного випадку                                                                     |
| (V39.9) | Особа (будь-яке), що знаходилося в триколісному транспортному засобі і постраждале в результаті неуточненного дорожнього нещасного випадку                                                                             |

##### (V40-V49) Особа, яка постраждала внаслідок транспортного нещасного випадку, перебуваючи в легковому автомобілі[Примітки 5]
|         | Включаючи: мікроавтобус |
| (V40)   | Особа, що знаходилася в легковому автомобілі і постраждале при його зіткненні з пішоходом або твариною                                                                                                |
|         | Виключаючи: зіткнення з підводою, запряженою твариною, або з твариною під сідлом (V.46.-) |
| (V41)   | Особа, що знаходилася в легковому автомобілі і постраждале при його зіткненні з велосипедистом |
| (V42)   | Особа, що знаходилася в легковому автомобілі і постраждале при його зіткненні з дво- або триколісним моторним транспортним засобом                                                                    |
| (V43)   | Особа, що знаходилася в легковому автомобілі і постраждале при його зіткненні з легковим автомобілем, вантажним автомобілем типу пікап або фургоном                                                   |
| (V44)   | Особа, що знаходилася в легковому автомобілі і постраждале при його зіткненні з важким вантажним автомобілем або автобусом                                                                            |
| (V45)   | Особа, що знаходилася в легковому автомобілі і постраждале при його зіткненні з поїздом або іншим залізничним транспортним засобом                                                                    |
| (V46)   | Особа, що знаходилася в легковому автомобілі і постраждале при його зіткненні з іншим немоторних транспортним засобом                                                                                 |
| (V47)   | Особа, що знаходилася в легковому автомобілі і постраждале при його зіткненні з закріпленим або стаціонарним об'єктом                                                                                 |
| (V48)   | Особа, що знаходилася в легковому автомобілі і постраждале в результаті транспортного нещасного випадку без зіткнення                                                                                 |
| (V49)   | Особа, що знаходилася в легковому автомобілі і постраждале в результаті іншого і неуточненного транспортного нещасного випадку                                                                        |
| (V49.0) | Водій, потерпілий при зіткненні з іншим і неуточненими мототранспортних засобів в результаті недорожні нещасного випадку                                                                              |
| (V49.1) | Пасажир, потерпілий при зіткненні з іншим і неуточненими мототранспортних засобів в результаті недорожні нещасного випадку                                                                            |
| (V49.2) | Особа без додаткового уточнення, що знаходилося в легковому автомобілі і постраждале при його зіткненні з іншими та неуточненими мототранспортними засобами в результаті недорожні нещасного випадку  |
| (V49.3) | Особа (будь-яке), що знаходилося в легковому автомобілі і постраждале в результаті неуточненного недорожні нещасного випадку                                                                          |
| (V49.4) | Водій, потерпілий при зіткненні з іншими та неуточненими мототранспортними засобами в результаті дорожнього нещасного випадку                                                                         |
| (V49.5) | Пасажир, потерпілий при зіткненні з іншими та неуточненими мототранспортними засобами в результаті дорожнього нещасного випадку                                                                       |
| (V49.6) | Особа без додаткового уточнення, що знаходилося в легковому автомобілі і постраждале при його зіткненні з іншими та неуточненими мототранспортними засобами в результаті дорожнього нещасного випадку |
| (V49.8) | Особа (будь-яке), що знаходилося в легковому автомобілі і постраждале в результаті іншого уточненого дорожнього нещасного випадку                                                                     |
| (V49.9) | Особа (будь-яке), що знаходилося в легковому автомобілі і постраждале в результаті неуточненного дорожнього нещасного випадку                                                                         |

##### (V50-V59) Особа, яка постраждала внаслідок транспортного нещасного випадку, перебуваючи у вантажному автомобілі типу пікап або фургон[Примітки 6]
|         | Виключаючи: важкий вантажний транспорт (V.60-V.69) |
| (V50)   | Особа, що знаходилася у вантажному автомобілі типу пікап або фургоні і постраждале при його зіткненні з пішоходом або твариною                                                                     |
|         | Виключаючи: зіткнення з підводою, запряженою твариною або з твариною під сідлом (V.56.-) |
| (V51)   | Особа, що знаходилася у вантажному автомобілі типу пікап або фургоні і постраждале при його зіткненні з велосипедистом                                                                             |
| (V52)   | Особа, що знаходилася у вантажному автомобілі типу пікап або фургоні і постраждале при його зіткненні з дво- або триколісним моторним транспортним засобом                                         |
| (V53)   | Особа, що знаходилася у вантажному автомобілі типу пікап або фургоні і постраждале при його зіткненні з легковим автомобілем, вантажним автомобілем типу пікап або фургоном                        |
| (V54)   | Особа, що знаходилася у вантажному автомобілі типу пікап або фургоні і постраждале при його зіткненні з важким вантажним автомобілем або автобусом                                                 |
| (V55)   | Особа, що знаходилася у вантажному автомобілі типу пікап або фургоні і постраждале при його зіткненні з поїздом або іншим залізничним транспортним засобом                                         |
| (V56)   | Особа, що знаходилася у вантажному автомобілі типу пікап або фургоні і постраждале при його зіткненні з іншим немоторних транспортним засобом                                                      |
| (V57)   | Особа, що знаходилася у вантажному автомобілі типу пікап або фургоні і постраждале при його зіткненні з закріпленим або стаціонарним об'єктом                                                      |
| (V58)   | Особа, що знаходилася у вантажному автомобілі типу пікап або фургоні і постраждале в результаті дорожнього нещасного випадку без зіткнення                                                         |
| (V59)   | Особа, що знаходилася у вантажному автомобілі типу пікап або фургоні і постраждале в результаті іншого і неуточненного транспортного нещасного випадку                                             |
| (V59.0) | Водій, потерпілий при зіткненні з іншими та неуточненими мототранспортними засобами в результаті недорожні нещасного випадку                                                                       |
| (V59.1) | Пасажир, потерпілий при зіткненні з іншими та неуточненими мототранспортними засобами в результаті недорожні нещасного випадку                                                                     |
| (V59.2) | Особа без додаткового уточнення, що знаходилося в пікапі або фургоні і постраждале при його зіткненні з іншими та неуточненими мототранспортними засобами в результаті недорожні нещасного випадку |
| (V59.3) | Особа (будь-яке), що знаходилося в пікапі або фургоні і постраждале в результаті неуточненного недорожні нещасного випадку                                                                         |
| (V59.4) | Водій, потерпілий при зіткненні з іншими та неуточненими мототранспортними засобами в результаті дорожнього нещасного випадку                                                                      |
| (V59.5) | Пасажир, потерпілий при зіткненні з іншими та неуточненими мототранспортними засобами в результаті дорожнього нещасного випадку                                                                    |
| (V59.6) | Особа без додаткового уточнення, що знаходилося в пікапі або фургоні і постраждале при його зіткненні з іншим або неуточненими мототранспортних засобів в результаті дорожнього нещасного випадку  |
| (V59.8) | Особа (будь-яке), що знаходилося в пікапі або фургоні і постраждале в результаті іншого уточненого транспортного нещасного випадку                                                                 |
| (V59.9) | Особа (будь-яке), що знаходилося в пікапі або фургоні і постраждале в результаті неуточненного дорожнього нещасного випадку                                                                        |

##### (V60-V69) Особа, яка постраждала внаслідок транспортного нещасного випадку, перебуваючи у вантажному автомобілі[Примітки 7]
| (V60)   | Особа, що знаходилася у важкому вантажному автомобілі і постраждале при його зіткненні з пішоходом або твариною                                                                                                 |
|         | Виключаючи: зіткнення з підводою, запряженою твариною або з твариною під сідлом (V.66.-) |
| (V61)   | Особа, що знаходилася у важкому вантажному автомобілі і постраждале при його зіткненні з велосипедистом |
| (V62)   | Особа, що знаходилася у важкому вантажному автомобілі і постраждале при його зіткненні з дво- або триколісним моторним транспортним засобом                                                                     |
| (V63)   | Особа, що знаходилася у важкому вантажному автомобілі і постраждале при його зіткненні з легковим автомобілем, вантажним автомобілем типу пікап або фургоном                                                    |
| (V64)   | Особа, що знаходилася у важкому вантажному автомобілі і постраждале при його зіткненні з важким вантажним автомобілем або автобусом                                                                             |
| (V65)   | Особа, що знаходилася у важкому вантажному автомобілі і постраждале при його зіткненні з поїздом або іншим залізничним транспортним засобом                                                                     |
| (V66)   | Особа, що знаходилася у важкому вантажному автомобілі і постраждале при його зіткненні з іншим немоторних транспортним засобом                                                                                  |
| (V67)   | Особа, що знаходилася у важкому вантажному автомобілі і постраждале при його зіткненні з закріпленим або стаціонарним об'єктом                                                                                  |
| (V68)   | Особа, що знаходилася у важкому вантажному автомобілі і постраждале в результаті дорожнього нещасного випадку без зіткнення                                                                                     |
| (V69)   | Особа, що знаходилася у важкому вантажному автомобілі і постраждале в результаті іншого і неуточненного дорожнього нещасного випадку                                                                            |
| (V69.0) | Водій, потерпілий при зіткненні з іншими та неуточненими мототранспортними засобами в результаті недорожні нещасного випадку                                                                                    |
| (V69.1) | Пасажир, потерпілий при зіткненні з іншими та неуточненими мототранспортними засобами в результаті недорожні нещасного випадку                                                                                  |
| (V69.2) | Особа без додаткового уточнення, що знаходилося у важкому вантажному автомобілі і постраждале при його зіткненні з іншими та неуточненими мототранспортними засобами в результаті недорожні нещасного випадку   |
| (V69.3) | Особа (будь-яке), що знаходилося у важкому вантажному автомобілі і постраждале в результаті неуточненного недорожні нещасного випадку                                                                           |
| (V69.4) | Водій, потерпілий при зіткненні з іншими та неуточненими мототранспортними засобами в результаті дорожнього нещасного випадку                                                                                   |
| (V69.5) | Пасажир, потерпілий при зіткненні з іншими та неуточненими мототранспортними засобами в результаті дорожнього нещасного випадку                                                                                 |
| (V69.6) | Особа без додаткового уточнення, що знаходилося у важкому вантажному автомобілі, і постраждале при його зіткненні з іншими та неуточненими мототранспортними засобами в результаті дорожнього нещасного випадку |
| (V69.8) | Особа (будь-яке), що знаходилося у важкому вантажному автомобілі і постраждале в результаті інших уточнених дорожніх нещасних випадків                                                                          |
| (V69.9) | Особа, що знаходилася у важкому вантажному автомобілі і постраждале в результаті неуточненного дорожнього нещасного випадку                                                                                     |

##### (V70-V79) Особа, яка постраждала внаслідок транспортного нещасного випадку, перебуваючи в автобусі[Примітки 8]
|         | Виключаючи: мікроавтобус (V.40-V.49) |
| (V70)   | Особа, що знаходилася в автобусі і постраждале при його зіткненні з пішоходом або твариною                                                                                               |
|         | Виключаючи: зіткнення з підводою, запряженою твариною, або з твариною під сідлом (V.76.-)                                                                                                |
| (V71)   | Особа, що знаходилася в автобусі і постраждале при його зіткненні з велосипедистом |
| (V72)   | Особа, що знаходилася в автобусі і постраждале при його зіткненні з дво- або триколісним моторним транспортним засобом                                                                   |
| (V73)   | Особа, що знаходилася в автобусі і постраждале при його зіткненні з легковим автомобілем, вантажним автомобілем типу пікап або фургоном                                                  |
| (V74)   | Особа, що знаходилася в автобусі і постраждале при його зіткненні з важким вантажним автомобілем або автобусом                                                                           |
| (V75)   | Особа, що знаходилася в автобусі і постраждале при його зіткненні з поїздом або іншим залізничним транспортним засобом                                                                   |
| (V76)   | Особа, що знаходилася в автобусі і постраждале при його зіткненні з іншим немоторних транспортним засобом                                                                                |
| (V77)   | Особа, що знаходилася в автобусі і постраждале при його зіткненні з закріпленим або стаціонарним об'єктом                                                                                |
| (V78)   | Особа, що знаходилася в автобусі і постраждале в результаті транспортного нещасного випадку без зіткнення                                                                                |
| (V79)   | Особа, що знаходилася в автобусі і постраждале в результаті іншого і неуточненного дорожнього нещасного випадку                                                                          |
| (V79.0) | Водій, потерпілий при зіткненні з іншими та неуточненими мототранспортними засобами в результаті недорожні нещасного випадку                                                             |
| (V79.1) | Пасажир, потерпілий при зіткненні з іншими та неуточненими мототранспортними засобами в результаті недорожні нещасного випадку                                                           |
| (V79.2) | Особа без додаткового уточнення, що знаходилося в автобусі і постраждала при його зіткненні з іншими та неуточненими мототранспортними засобами в результаті недорожні нещасного випадку |
| (V79.3) | Особа (будь-яке), що знаходилося в автобусі і постраждале в результаті неуточненного недорожні нещасного випадку                                                                         |
| (V79.4) | Водій, потерпілий при зіткненні з іншими та неуточненими мототранспортними засобами в результаті дорожнього нещасного випадку                                                            |
| (V79.5) | Пасажир, потерпілий при зіткненні з іншими та неуточненими мототранспортними засобами в результаті дорожнього нещасного випадку                                                          |
| (V79.6) | Особа без додаткового уточнення, що знаходилося в автобусі і постраждале при його зіткненні з іншими та неуточненими транспортними засобами в результаті дорожнього нещасного випадку    |
| (V79.8) | Особа (будь-яке), що знаходилося в автобусі і постраждале в результаті іншого уточненого дорожнього нещасного випадку                                                                    |
| (V79.9) | Особа (будь-яке), що знаходилося в автобусі і постраждале в результаті неуточненного дорожнього нещасного випадку                                                                        |

##### (V80-V89) Нещасні випадки, пов'язані з іншими наземними транспортними засобами
| (V80)   | Вершник або особа, яка перебувала в гужовому транспортному засобі, потерпілі внаслідок транспортного нещасного випадку                                                                        |
| (V80.0) | Вершник або особа, яка перебувала у візку, постраждалі при падінні або скиданні з тваринного або з воза в результаті нещасного випадку без зіткнення                                          |
| (V80.2) | Вершник або особа, яка перебувала у візку, постраждалі при зіткненні з велосипедистом |
| (V80.3) | Вершник або особа, яка перебувала у візку, постраждалі при зіткненні з дво- або триколісним мототранспортних засобів                                                                          |
| (V80.4) | Вершник або особа, яка перебувала у візку, постраждалі при зіткненні з автомобілем, пікапом, фургоном, важким транспортним засобом або автобусом                                              |
| (V80.5) | Вершник або особа, яка перебувала у візку, постраждалі при зіткненні з іншим уточненими мототранспортних засобів                                                                              |
| (V80.6) | Вершник або особа, яка перебувала у візку, постраждалі при зіткненні з поїздом або іншим рейковим транспортом                                                                                 |
| (V80.7) | Вершник або особа, яка перебувала у візку, постраждалі при зіткненні з іншим немоторних транспортним засобом                                                                                  |
| (V80.8) | Вершник або особа, яка перебувала у візку, постраждалі при зіткненні із закріпленим або стаціонарним об'єктом                                                                                 |
| (V80.9) | Вершник або особа, яка перебувала у візку, постраждалі в результаті іншого і неуточненного транспортного нещасного випадку                                                                    |
| (V81)   | Особа, що знаходилася в поїзді або іншому залізничному транспортному засобі і постраждале в результаті транспортного нещасного випадку                                                        |
| (V81.0) | Особа, що знаходилася в поїзді або залізничному транспортному засобі і постраждале при його зіткненні з мототранспортних засобів в результаті недорожні нещасного випадку                     |
| (V81.1) | Особа, що знаходилася в поїзді або залізничному транспортному засобі і постраждале при його зіткненні з мототранспортних засобів в результаті дорожнього нещасного випадку                    |
| (V81.2) | Особа, що знаходилася в поїзді або залізничному транспортному засобі і постраждале при його зіткненні з рухомим складом або від удару рухомим складом                                         |
| (V81.3) | Особа, що знаходилася в поїзді або залізничному транспортному засобі і постраждале при його зіткненні з іншим об'єктом                                                                        |
| (V81.4) | Особа, що знаходилася в поїзді або залізничному транспортному засобі і постраждале при посадці на поїзд чи залізничне засіб або виході з них                                                  |
| (V81.7) | Особа, що знаходилася в поїзді або залізничному транспортному засобі і постраждале при сходженні транспорту з рейок без попереднього зіткнення                                                |
| (V81.9) | Особа, що знаходилася в поїзді або залізничному транспортом засобі і постраждале в результаті неуточненного залізничного нещасного випадку                                                    |
| (V82)   | Особа, що знаходилася в трамваї і постраждале в результаті дорожнього нещасного випадку |
| (V82.0) | Особа, що знаходилася в трамваї і постраждале при його зіткненні з мототранспортних засобів в результаті недорожні нещасного випадку                                                          |
| (V82.1) | Особа, що знаходилася в трамваї і постраждале при його зіткненні з мототранспортних засобів в результаті дорожнього нещасного випадку                                                         |
| (V82.2) | Особа, що знаходилася в трамваї і постраждале при його зіткненні з рухомим складом або від удару рухомим складом                                                                              |
| (V82.4) | Особа, постраждале при вході в трамвай або вихід з нього |
| (V82.7) | Особа, що знаходилася в трамваї і постраждале при сходженні трамвая з рейок без попереднього зіткнення                                                                                        |
| (V82.8) | Особа, що знаходилася в трамваї і постраждале в результаті інших уточнених транспортних нещасних випадків                                                                                     |
| (V82.9) | Особа, що знаходилася в трамваї і постраждале в результаті неуточненного дорожнього нещасного випадку                                                                                         |
| (V83)   | Особа, що знаходилася в спеціальному транспортному засобі, використовуваному переважно на території промислових підприємств, постраждале в результаті транспортного нещасного випадку         |
|         | Виключаючи: транспортний засіб при стаціонарному використанні або перебуває на технічному обслуговуванні (W.31.-)                                                                             |
| (V83.0) | Водій спеціального промислового транспортного засобу, який постраждав внаслідок дорожнього нещасного випадку                                                                                  |
| (V83.1) | Пасажир спеціального промислового транспортного засобу, який постраждав внаслідок дорожнього нещасного випадку                                                                                |
| (V83.2) | Особа, що знаходилася поза спеціального промислового транспортного засобу, постраждале в результаті дорожнього нещасного випадку                                                              |
| (V83.3) | Особа без додаткового уточнення, що знаходилося в спеціальному промисловому транспортному засобі, постраждале в результаті дорожнього нещасного випадку                                       |
| (V83.4) | Особа, постраждале при посадці на спеціальне промислове транспортний засіб або висадці з нього                                                                                                |
| (V83.5) | Водій спеціального промислового транспортного засобу, який постраждав внаслідок недорожні нещасного випадку                                                                                   |
| (V83.6) | Пасажир спеціального промислового транспортного засобу, який постраждав внаслідок недорожні нещасного випадку                                                                                 |
| (V83.7) | Особа, що знаходилася поза спеціального промислового транспортного засобу, постраждале в результаті недорожні нещасного випадку                                                               |
| (V83.9) | Особа без додаткового уточнення, що знаходилося в спеціальному транспортному засобі, постраждале в результаті недорожні нещасного випадку                                                     |
| (V84)   | Особа, що знаходилася в спеціальному транспортному засобі, використовуваному переважно в сільському господарстві, постраждале в результаті транспортного нещасного випадку                    |
|         | Виключаючи: транспортний засіб при стаціонарному використанні або перебуває на технічному обслуговуванні (W.30.-)                                                                             |
| (V84.0) | Водій спеціального сільськогосподарського транспортного засобу, який постраждав внаслідок дорожнього нещасного випадку                                                                        |
| (V84.1) | Пасажир спеціального сільськогосподарського транспортного засобу, який постраждав внаслідок дорожнього нещасного випадку                                                                      |
| (V84.2) | Особа, що знаходилася поза спеціального сільськогосподарського транспортного засобу, постраждале в результаті дорожнього нещасного випадку                                                    |
| (V84.3) | Особа без додаткового уточнення, що знаходилося в спеціальному сільськогосподарському транспортному засобі, постраждале в результаті дорожнього нещасного випадку                             |
| (V84.4) | Особа, постраждале при посадці на спеціальне сільськогосподарське транспортний засіб або висадці з нього                                                                                      |
| (V84.5) | Водій спеціального сільськогосподарського транспортного засобу, який постраждав внаслідок недорожні нещасного випадку                                                                         |
| (V84.6) | Пасажир спеціального сільськогосподарського транспортного засобу, який постраждав внаслідок недорожні нещасного випадку                                                                       |
| (V84.7) | Особа, що знаходилася поза спеціального сільськогосподарського транспортного засобу, постраждале в результаті недорожні нещасного випадку                                                     |
| (V84.9) | Особа без додаткового уточнення, що знаходилося в спеціальному сільськогосподарському транспортному засобі, постраждале в результаті недорожні нещасного випадку                              |
| (V85)   | Особа, що знаходилася в спеціальному строітельномтранспортном засобі, постраждале в результаті транспортного нещасного випадку                                                                |
|         | Виключаючи: транспортний засіб, що використовується в стаціонарному стані або перебуває на технічному обслуговуванні (W.31.-)                                                                 |
| (V85.0) | Водій спеціального будівельного транспортного засобу, який постраждав внаслідок дорожнього нещасного випадку                                                                                  |
| (V85.1) | Пасажир спеціального будівельного транспортного засобу, який постраждав внаслідок дорожнього нещасного випадку                                                                                |
| (V85.2) | Особа, що знаходилася поза спеціального будівельного транспортного засобу, постраждале в результаті дорожнього нещасного випадку                                                              |
| (V85.3) | Особа без додаткового уточнення, що знаходилося в спеціальному будівельному транспортному засобі, постраждале в результаті дорожнього нещасного випадку                                       |
| (V85.4) | Особа, постраждале при посадці на спеціальне будівельне транспортний засіб або висадці з нього                                                                                                |
| (V85.5) | Водій спеціального будівельного транспортного засобу, який постраждав внаслідок недорожні нещасного випадку                                                                                   |
| (V85.6) | Пасажир спеціального будівельного транспортного засобу, який постраждав внаслідок недорожні нещасного випадку                                                                                 |
| (V85.7) | Особа, що знаходилася поза спеціального будівельного транспортного засобу, постраждале в результаті недорожні нещасного випадку                                                               |
| (V85.9) | Особа, що знаходилася в спеціальному будівельному транспортному засобі, постраждале в результаті недорожні нещасного випадку                                                                  |
| (V86)   | Особа, що знаходилася в всюдиході або в іншому моторному транспортному засобі, призначеному переважно для пересування поза дорогами, постраждале в результаті транспортного нещасного випадку |
|         | Виключаючи: транспортний засіб при стаціонарному використанні або перебуває на технічному обслуговуванні (W.31.-)                                                                             |
| (V86.0) | Водій всюдихода або іншого недорожні мототранспортних засобів, постраждалий в результаті дорожнього нещасного випадку                                                                         |
| (V86.1) | Пасажир всюдихода або іншого недорожні мототранспортних засобів, постраждалий в результаті дорожнього нещасного випадку                                                                       |
| (V86.2) | Особа, що знаходилася поза всюдихода або іншого недорожні мототранспортних засобів, постраждале в результаті дорожнього нещасного випадку                                                     |
| (V86.3) | Особа без додаткового уточнення, що знаходилося в всюдиході або іншому недорожні мототранспортних засобів, постраждале в результаті дорожнього нещасного випадку                              |
| (V86.4) | Особа, постраждале при посадці на всюдихід або інше недорожні мототранспортних засобів або висадці з них                                                                                      |
| (V86.5) | Водій всюдихода або іншого недорожні мототранспортних засобів, постраждалий в результаті недорожні нещасного випадку                                                                          |
| (V86.6) | Пасажир всюдихода або іншого недорожні мототранспортних засобів, постраждалий в результаті недорожні нещасного випадку                                                                        |
| (V86.7) | Особа, що знаходилася поза всюдихода або іншого недорожні мототранспортних засобів, постраждале в результаті недорожні нещасного випадку                                                      |
| (V86.9) | Особа без додаткового уточнення, що знаходилося в всюдиході або іншому недорожні мототранспортних засобів, постраждале в результаті недорожні нещасного випадку                               |
| (V87)   | Дорожній нещасний випадок уточненого характеру, але з невідомим способом пересування потерпілого                                                                                              |
|         | Виключаючи: зіткнення, що включає: — Велосипедиста (V.10-V.19) — Пішохода (V.01-V.09) |
| (V87.0) | Особа, постраждале при зіткненні (дорожньому) автомобіля з дво- або триколісним мототранспортних засобів                                                                                      |
| (V87.1) | Особа, постраждале при зіткненні (дорожньому) інших мототранспортних засобів з дво- або триколісним мототранспортних засобів                                                                  |
| (V87.2) | Особа, постраждале при зіткненні (дорожньому) автомобіля з пікапом або фургоном |
| (V87.3) | Особа, постраждале при зіткненні (дорожньому) автомобіля з автобусом |
| (V87.4) | Особа, постраждале при зіткненні (дорожньому) автомобіля з важким вантажним транспортним засобом                                                                                              |
| (V87.5) | Особа, постраждале при зіткненні (дорожньому) важкого вантажного транспортного засобу з автобусом                                                                                             |
| (V87.6) | Особа, постраждале при зіткненні (дорожньому) поїзда або іншого залізничного транспортного засобу з автомобілем                                                                               |
| (V87.7) | Особа, постраждале при зіткненні (дорожньому) інших уточнених мототранспортних засобів |
| (V87.8) | Особа, постраждале в результаті інших уточнених транспортних (дорожніх) нещасних випадків без зіткнення, пов'язаних з мототранспортних засобів                                                |
| (V87.9) | Особа, постраждале в іншому уточненому транспортному (дорожньому) нещасний випадок (із зіткненням) (без зіткнення), пов'язаному з немоторних транспортним засобом                             |
| (V88)   | Недорожні нещасний випадок уточненого характеру, але з невідомим способом пересування потерпілого                                                                                             |
|         | Виключаючи: зіткнення, що включає: — Велосипедиста (V.10-V.19) — Пішохода (V.01-V.09) |
| (V88.0) | Особа, постраждале при зіткненні (дорожньому) легкового автомобіля з дво- або триколісним мототранспортних засобів                                                                            |
| (V88.1) | Особа, постраждале при зіткненні (недорожні) інших мототранспортних засобів з дво- або триколісним мототранспортних засобів                                                                   |
| (V88.2) | Особа, постраждале при зіткненні (недорожні) легкового автомобіля з пікапом або автофургоном                                                                                                  |
| (V88.3) | Особа, постраждале при зіткненні (недорожні) легкового автомобіля з автобусом |
| (V88.4) | Особа, постраждале при зіткненні (недорожні) легкового автомобіля з важким вантажним автомобілем                                                                                              |
| (V88.5) | Особа, постраждале при зіткненні (недорожні) важкого вантажного автомобіля і автобуса |
| (V88.6) | Особа, постраждале при зіткненні (недорожні) поїзда або іншого залізничного транспортного засобу з легковим автомобілем                                                                       |
| (V88.7) | Особа, постраждале при зіткненні (недорожні) інших уточнених мототранспортних засобів |
| (V88.8) | Особа, постраждале в результаті інших уточнених недорожні транспортних нещасних випадків без зіткнення, що відбулися з мототранспортних засобів                                               |
| (V88.9) | Особа, постраждале в результаті іншого уточненого недорожні нещасного випадку (із зіткненням) (без зіткнення), що стався з немоторних транспортним засобом                                    |
| (V89)   | Нещасний випадок, пов'язаний з моторним або немоторних транспортним засобом неуточненного виду                                                                                                |
| (V89.0) | Особа, постраждале в результаті неуточненного недорожні нещасного випадку з мототранспортних засобів                                                                                          |
| (V89.1) | Особа, постраждале в результаті недорожні нещасного випадку з неуточненими немоторних транспортним засобом                                                                                    |
| (V89.2) | Особа, постраждале в результаті неуточненного мототранспортних дорожнього нещасного випадку                                                                                                   |
| (V89.3) | Особа, постраждале в результаті дорожнього нещасного випадку з неуточненими немоторних транспортним засобом                                                                                   |
| (V89.9) | Особа, постраждале в результаті неуточненного транспортного нещасного випадку |

##### (V90-V94) Нещасні випадки на водному транспорті[Примітки 9]
|       | Включаючи: нещасні випадки, пов'язані з водним транспортом, використовуваним в цілях відпочинку та розваги                           |
| (V90) | Занурення у воду і утоплення в результаті аварії на водному транспортному засобі                                                     |
|       | Виключаючи: занурення у воду або утоплення, пов'язане з водним транспортним засобом, не спричинене аварією на ньому (V.92.-)         |
| (V91) | Інші ушкодження в результаті аварії на водному транспортному засобі                                                                  |
|       | Виключаючи: випадки опіку при локалізованому пожежі або вибуху на борту судна (V.93.-)                                               |
| (V92) | Занурення у воду і утоплення, пов'язане з водним транспортним засобом, не спричинене аварією на ньому                                |
|       | Виключаючи: занурення у воду або утоплення плавця або водолаза, добровільно стрибає з човна у неаварійному ситуації (W.69.-, W.73.-) |
| (V93) | Нещасний випадок на борту водного транспортного засобу, не викликаний аварією на ньому і не призвів до занурення в воду і втоплення  |
| (V94) | Інші та неуточнені нещасні випадки на водному транспорті                                                                             |

##### (V95-V97) Нещасні випадки на повітряному транспорті та при космічних польотах
| (V95)   | Аварія оснащеного силовим двигуном повітряного транспортного засобу, що стала причиною травми знаходився на ньому особи                                                      |
| (V95.0) | Аварія вертольота, що стала причиною травми особи, яка перебувала на ньому                                                                                                   |
| (V95.1) | Аварія надлегкого, мікролегкого або оснащеного силовим двигуном планера, що стала причиною травми особи, яка перебувала на ньому                                             |
| (V95.2) | Аварія іншого повітряного транспортного засобу з фіксованим крилом, що стала причиною травми особи, яка перебувала на ньому                                                  |
| (V95.3) | Аварія комерційного повітряного транспортного засобу з фіксованим крилом, що стала причиною травми особи, яка перебувала на ньому                                            |
| (V95.4) | Аварія космічного транспортного засобу, що стала причиною травми особи, яка перебувала на ньому                                                                              |
| (V95.8) | Аварія повітряного транспортного засобу іншого типу, що стала причиною травми особи, яка перебувала на ньому                                                                 |
| (V95.9) | Аварія неуточненного повітряного транспортного засобу, що стала причиною травми особи, яка перебувала на ньому                                                               |
| (V96)   | Аварія не оснащеного силовим двигуном повітряного транспортного засобу, що стала причиною травми обличчя знаходився на ньому                                                 |
| (V96.0) | Аварія повітряної кулі, яка стала причиною травми особи, яка перебувала на ньому                                                                                             |
| (V96.1) | Аварія дельтаплана, що стала причиною травми особи, яка перебувала на ньому                                                                                                  |
| (V96.2) | Аварія планера (Не оснащеного силовим двигуном), що стала причиною травми особи, яка перебувала на ньому                                                                     |
| (V96.8) | Аварія іншого повітряного транспортного засобу, не оснащеного силовим двигуном, що стала причиною травми особи, яка перебувала на ньому                                      |
| (V96.9) | Аварія неуточненного повітряного транспортного засобу, не оснащеного силовим двигуном, що стала причиною травми особи, яка перебувала в ньому                                |
| (V97)   | Інші уточнені аварії на повітряному транспорті |
| (V97.1) | Особа, постраждале при посадці на повітряне транспортний засіб або висадці з нього                                                                                           |
| (V97.2) | Парашутист, який постраждав внаслідок аварії повітряного транспортного средстваІсключено: обличчя, катапультувався після аварії повітряного транспортного засобу (V.95-V.96) |
| (V97.3) | Особа, що знаходилася на землі і постраждале в результаті аварії повітряного транспортного засобу (V95.9) вплив зміни атмосферного тиску при зльоті або посадці (W.94.-)     |

##### (V98-V99) Інші та неуточнені нещасні випадки
|       | Виключаючи: транспортний нещасний випадок, вид транспортного засобу не уточнений (V.89.-) |
| (V98) | Інші уточнені транспортні нещасні випадки                                                 |
| (V99) | Транспортний нещасний випадок неуточнений                                                 |

#### (W00-X59) Інші зовнішні причини при нещасних випадках

##### (W00-W19) Падіння[Примітки 10]
|       | Виключаючи: напад (Y.01-Y.02); падіння: — У воду (з зануренням у воду або утоплением) (W.65-W.74) — В машинне відділення (працююче) (W.28-W.31) — Всередині або з палаючої будівлі (X.00.-) — Всередині або з транспортного засобу (V.01-V.99) — У вогонь (X.00-X.04, X.08-X.09) — З тваринного (V.80.-); навмисне самоушкодження (X.80-X.81) |
| (W00) | Падіння на поверхні одного рівня, покритої льодом або снігом |
|       | Виключаючи: падіння з згадкою про: катанні на ковзанах і лижах (W.02.-); сходах і ступенях (W.10.-) |
| (W01) | Падіння на поверхні одного рівня в результаті підсковзувань, хибного кроку або спотикання |
|       | Виключаючи: падіння на льоду або снігу (W.00.-) |
| (W02) | Падіння при катанні на ковзанах, лижах, роликових ковзанах або скейтборді [роликовій дошці] |
| (W03) | Інші падіння на поверхні одного рівня в результаті зіткнення з іншою особою або поштовху |
|       | Включаючи: падіння при зіткненні пішохода (транспортного засобу) з іншим пішоходом (транспортним засобом) |
|       | Виключаючи: падіння на льоду або снігу (W.00.-); розчавлювання або затоптування юрбою (W.52.-) |
| (W04) | Падіння особи при перенесенні його іншими особами або при наданні йому підтримки іншою особою |
| (W05) | Падіння, пов'язане з інвалідним візком |
| (W06) | Падіння, пов'язане з ліжком |
| (W07) | Падіння, пов'язане зі стільцем |
| (W08) | Падіння, пов'язане з іншими предметами обстановки |
| (W09) | Падіння, пов'язане з обладнанням спортивного майданчика |
|       | Виключаючи: падіння, пов'язане з обладнанням, призначеним для розваг (W.31.-) |
| (W10) | Падіння на сходах і ступенях або з них |
| (W11) | Падіння на драбині або з неї |
| (W12) | Падіння на будівельних лісах або з них |
| (W13) | Падіння зі (з) будівлі або споруди |
|       | Виключаючи: обвал будівлі або споруди (W.20.-); падіння або стрибок з палаючої будівлі (X.00.-) |
| (W14) | Падіння з дерева |
| (W15) | Падіння зі скелі (крутого обриву) |
| (W16) | Пірнання або стрибок у воду, що призвели до травми, відмінною від утоплення або занурення у воду |
|       | Виключаючи: пірнання з недостатнім запасом повітря (W.81.-); випадкове занурення у воду або утоплення (W.65-W.74); вплив тиску повітря при пірнанні (W.94.-) |
| (W17) | Інші випадки падіння з одного рівня на інший |
| (W18) | Інші випадки падіння на поверхні одного рівня |
| (W19) | Падіння неуточнений |

##### (W20-W49) Дії неживих механічних сил[Примітки 11]
|       | Виключаючи: контакти або зіткнення з тваринами або людьми (W.50-W.64); навмисне самоушкодження (X.60-X.84); напад (X.85-Y.09) |
| (W20) | Удар кинутим, Руша або падаючим предметом |
|       | Виключаючи: обрушення палаючої будівлі (X.00.-); удар падаючим предметом при: — Нещасний випадок, пов'язаний з механічним обладнанням (W.24.-, W.28-W.31) — Стихійних лихах [природних катаклізмах] (X.34-X.39) — Транспортному нещасний випадок (V.01-V.99) удар предметом, наведеним у рух: — Вибухом (W.35-W.40) — Вогнепальною зброєю (W.32-W.34); удар спортивним обладнанням (W.21.-) |
| (W21) | Удар про спортивне обладнання або спортивним обладнанням |
| (W22) | Удар про інший предмет або іншим предметом |
| (W23) | Зачеплення, розчавлювання, стиснення або защемлення в об'єкті або між об'єктами |
|       | Виключаючи: пошкодження, викликане: — Механізмами (W.28-W.31) — Механізмами для підйому і передачі (W.24.-) — Несиловими ручними інструментами (W.27.-) — Ріжучими або колючими інструментами (W.25-W.27) — Транспортним засобом (V.01-V.99) удар кинутим, Руша або падаючим предметом (W.20.-)                                                                                             |
| (W24) | Зіткнення з підйомними і передавальними пристроями, що не класифікованими в інших рубриках |
|       | Виключаючи: транспортні нещасні випадки (V.01-V.99) |
| (W25) | Зіткнення з гострим краєм скла |
|       | Виключаючи: падіння, що зачіпає скло (W.00-W.19); разлетевшиеся осколки скла внаслідок вибуху чи стрілянини з вогнепальної зброї (W.32-W.40) |
| (W26) | Зіткнення з ножем, шпагою або кинджалом |
| (W27) | Зіткнення з несиловим ручним інструментом |
| (W28) | Зіткнення з силовою газонокосаркою |
|       | Виключаючи: пошкодження електричним струмом (W.86.-) |
| (W29) | Зіткнення з іншими силовими ручними інструментами та побутовими механізмами |
|       | Виключаючи: пошкодження електричним струмом (W.86.-) |
| (W30) | Зіткнення з сільськогосподарськими механізмами |
|       | Виключаючи: пошкодження електричним струмом (W.86.-); дотику з самохідними або буксируваними транспортним засобом сільськогосподарськими механізмами (V.01-V.99) |
| (W31) | Зіткнення з іншими та неуточненими механізмами |
|       | Виключаючи: пошкодження електричним струмом (W.86.-); дотику з самохідними або буксируваними транспортним засобом механізмами (V.01-V.99) |
| (W32) | Постріл з ручної вогнепальної зброї |
|       | Виключаючи: постріл з ракетниці (W.34.-) |
| (W33) | Постріл з гвинтівки, рушниці дробу і великокаліберного вогнепальної зброї |
|       | Виключаючи: постріл із пневматичної рушниці (W.34.-) |
| (W34) | Постріл з іншого і неуточненного вогнепальної зброї |
| (W35) | Вибух, розрив парового котла |
| (W36) | Вибух, розрив газового балона |
| (W37) | Розрив автомобільної шини, трубопроводу або шланга, що знаходилися під тиском |
| (W38) | Вибух, розрив іншого уточненого пристрої, що знаходився під тиском |
| (W39) | Залп феєрверку |
| (W40) | Вибух інших речовин |
| (W41) | Вплив струменя під тиском |
| (W42) | Вплив шуму |
| (W43) | Вплив вібрації |
| (W44) | Попадання чужорідного тіла в або через око або природний отвір |
|       | Виключаючи: вдихання або заковтування чужорідного тіла з закупоркою дихальних шляхів (W.78-W.80); попадання роз'їдають рідин (X.49.-) |
| (W45) | Проникнення чужорідного тіла через шкіру |
|       | Виключаючи: зіткнення з: — Ножем, шаблею або кинджалом (W.26.-) — Гострим склом (W.25.-) — Ручними інструментами (несиловими) (силовими) (W.27-W.29); удар предметом (W.20-W.22) |
| (W49) | Вплив інших та неуточнених неживих механічних сил |

##### (W50-W64) Вплив живих механічних сил[Примітки 12]
|       | Виключаючи: ужаліваніе (отруйна) (X.20-X.29); укуси отруйні (X.20-X.29)                                                      |
| (W50) | Удар, поштовх, стусан, викручування, укус або оцарапиваніе іншою особою                                                      |
|       | Виключаючи: напад (X.85-Y.09); удар предметом (W.20-W.22)                                                                    |
| (W51) | Удар іншої особи або зіткнення з ним                                                                                         |
|       | Виключаючи: падіння в результаті зіткнення пішохода (транспортного засобу) з іншим пішоходом (транспортним засобом) (W.03.-) |
| (W52) | Розчавлювання, поштовх чи затоптування натовпом або при панічному втечу людей                                                |
| (W53) | Укус щури |
| (W54) | Укус або удар, нанесений собакою                                                                                             |
| (W55) | Укус або удар, нанесений іншими ссавцями                                                                                     |
|       | Виключаючи: контакт з морським тваринам (W.56.-)                                                                             |
| (W56) | Контакт з морським тваринам                                                                                                  |
| (W57) | Укус або ужалення неотруйним комахою та іншими неотруйними членистоногими                                                    |
| (W58) | Укус або удар, нанесений крокодилом                                                                                          |
| (W59) | Укус або розчавлювання іншими рептиліями                                                                                     |
| (W60) | Контакт з шипами і колючками рослин або листям з гострими краями                                                             |
| (W64) | Вплив інших та неуточнених живих механічних сил                                                                              |

##### (W65-W74) Випадкове утоплення та занурення у воду[Примітки 13]
|       | Виключаючи: занурення у воду і утоплення при: — Нещасні випадки на водних транспортних засобах (V.90.-, V.92.-) — Стихійних лихах [природних катаклізмах] (X.34-X.39) — Транспортних нещасних випадках (V.01-V.99) |
| (W65) | Утоплення та занурення у воду під час прийняття ванни |
| (W66) | Утоплення та занурення у воду в результаті падіння у ванну |
| (W67) | Утоплення та занурення у воду під час знаходження в плавальному басейні |
| (W68) | Утоплення та занурення у воду в результаті падіння в плавальний басейн |
| (W69) | Утоплення та занурення у воду під час знаходження в природному водоймищі |
| (W70) | Утоплення та занурення у воду в результаті падіння в природна водойма |
| (W73) | Інші уточнені випадки утоплення та занурення у воду |
| (W74) | Випадки утоплення та занурення у воду неуточнені |

##### (W75-W84) Інші нещасні випадки з загрозою диханню[Примітки 14]
| (W75) | Випадкове удушення і удавленіе в ліжку |
| (W76) | Інші випадкові повішення і удавленія |
| (W77) | Загроза диханню в результаті засипання сипучими речовинами, що обвалилася землею та іншими породами |
|       | Виключаючи: засинання породою без асфіксії або удушення (W.20.-); засинання породою при стихійних лихах [природних катаклізмах] (X.34-X.39) |
| (W78) | Вдихання вмісту шлунка |
|       | Виключаючи: закупорка стравоходу блювотними масами без згадки про асфіксії або закупорки дихальних шляхів (W.44.-); пошкодження, за винятком асфіксії або закупорки дихальних шляхів, викликане блювотними масами (W.44.-)                                         |
| (W79) | Вдихання і заковтування їжі, що приводить до закупорки дихальних шляхів |
|       | Виключаючи: вдихання блювотних мас (W.78.-); закупорка стравоходу їжею без згадки про асфіксії або закупорки дихальних шляхів (W.44.-); пошкодження, за винятком асфіксії або закупорки дихальних шляхів, викликане їжею (W.44.-)                                  |
| (W80) | Вдихання і заковтування іншого чужорідного тіла, що приводить до закупорки дихальних шляхів |
|       | Виключаючи: аспірація блювотних мас або їжі (W.78-W.79); закупорка стравоходу чужорідним тілом без згадки про асфіксії або закупорки дихальних шляхів (W.44.-); пошкодження, за винятком асфіксії і закупорки дихальних шляхів, викликане стороннім тілом (W.44.-) |
| (W81) | Випадкове або навмисне потрапляння в середовище з низьким вмістом кисню |
|       | Виключаючи: удушення пластиковим мішком (W.83.-) |
| (W83) | Інша уточнена загроза диханню |
| (W84) | Загроза диханню неуточнена |

##### (W85-W99) Нещасні випадки, викликані впливом електричного струму, випромінювання та екстремальних температур навколишнього середовища або атмосферного тиску[Примітки 15]
|       | Виключаючи: вплив: Природного (ой): Радіації БДУ (X.39.-); Тепла (X.30.-); Холоду (X.31.-) — Сонячного світла (X.32.-) жертва удару блискавки (X.33.-) |
| (W85) | Нещасний випадок, пов'язаний з лінією електропередачі                                                                                                  |
| (W86) | Нещасний випадок, пов'язаний з іншим уточненими джерелом електричного струму                                                                           |
| (W87) | Нещасний випадок, пов'язаний з джерелом електричного струму неуточненими                                                                               |
| (W88) | Вплив іонізуючого випромінювання |
| (W89) | Вплив штучних видимих і ультрафіолетових променів |
| (W90) | Вплив іншого неіонізуючого випромінювання |
| (W91) | Вплив випромінювання неуточненного типу |
| (W92) | Вплив надмірного тепла від штучного джерела |
| (W93) | Вплив надмірного холоду від штучного джерела |
| (W94) | Вплив високого і низького атмосферного тиску і змін атмосферного тиску                                                                                 |
| (W99) | Вплив інших та неуточнених штучно створених факторів зовнішнього середовища                                                                            |

##### (X00-X09) Вплив диму, вогню та полум'я[Примітки 16]
|       | Включаючи: пожежу, що виникла від блискавки                                                                                 |
|       | Виключаючи: вторинний пожежу, що виникла при вибуху (W.35-W.40); підпал (X.97.-); транспортний нещасний випадок (V.01-V.99) |
| (X00) | Вплив неконтрольованого вогню (пожежі) в будинку або споруді                                                                |
| (X01) | Вплив неконтрольованого вогню (пожежі) поза будівлі або споруди                                                             |
| (X02) | Вплив контрольованого вогню в будівлі або споруді                                                                           |
| (X03) | Вплив контрольованого вогню поза будівлі або споруди                                                                        |
| (X04) | Пошкодження при загорянні легкозаймистих речовин                                                                            |
| (X05) | Пошкодження під час займання або расплавлении піжами або нічної сорочки                                                     |
| (X06) | Пошкодження під час займання або расплавлении іншого одягу та доповнень до неї                                              |
| (X08) | Вплив інших уточнених джерел диму, вогню та полум'я                                                                         |
| (X09) | Вплив неуточнених джерел диму, вогню та полум'я                                                                             |

##### (X10-X19) Зіткнення з гарячими і розпеченими речовинами (предметами)[Примітки 17]
| (X10-X19) | Виключаючи: вплив: — Вогню та полум'я (X.00-X.09) — Надмірно високих природних температур (X.30.-)                        |
| (X10)     | Зіткнення з гарячими напоями, харчовими продуктами, жирами і кулінарними маслами                                          |
| (X11)     | Зіткнення з гарячою водою з крана                                                                                         |
| (X12)     | Зіткнення з іншими гарячими рідинами                                                                                      |
|           | Виключаючи: з розпеченим (рідким) металом (X.18.-)                                                                        |
| (X13)     | Вплив пара і гарячих випарів                                                                                              |
| (X14)     | Вплив гарячого повітря і газів                                                                                            |
| (X15)     | Зіткнення з гарячими побутовими приладами                                                                                 |
|           | Виключаючи: з обігрівальними приладами (X.16.-)                                                                           |
| (X16)     | Зіткнення з гарячими обігрівальними приладами, радіаторами опалення і трубами                                             |
| (X17)     | Зіткнення з гарячими двигунами, машинами та інструментами                                                                 |
|           | Виключаючи: з: гарячими побутовими приладами (X.15.-); гарячими обігрівальними приладами, радіаторами і трубами (X.16.-)  |
| (X18)     | Зіткнення з іншими розпеченими металами                                                                                   |
| (X19)     | Зіткнення з іншими та неуточненими гарячими і розпеченими речовинами і предметами                                         |
|           | Виключаючи: з предметами, зазвичай не гарячими, наприклад, предметами, розпеченими внаслідок пожежі в будинку (X.00-X.09) |

##### (X20-X29) Контакт з отруйними тваринами і рослинами[Примітки 18]
|       | Виключаючи: вживання отруйних тварин або рослин впіщу (X.49.-)                                                         |
| (X20) | Контакт з отруйними зміями і ящірками                                                                                  |
|       | Виключаючи: з ящіркою (неотруйного) (W.59.-); зі змією (неотруйного) (W.59.-)                                          |
| (X21) | Контакт з отруйними павуками                                                                                           |
| (X22) | Контакт зі скорпіоном                                                                                                  |
| (X23) | Контакт з шершнями, осами та бджолами                                                                                  |
| (X24) | Контакт з багатоніжками і отруйними тисяченожкамі (тропічними)                                                         |
| (X25) | Контакт з іншими уточненими отруйними членистоногими                                                                   |
| (X26) | Контакт з отруйними морськими тваринами і рослинами                                                                    |
|       | Виключаючи: з морськими зміями (X.20.-); з неотруйними морськими тваринами (W.56.-)                                    |
| (X27) | Контакт з іншими уточненими отруйними тваринами                                                                        |
| (X28) | Контакт з іншими уточненими отруйними рослинами                                                                        |
|       | Виключаючи: колота рана БДУ, викликана колючками або голками рослини (W.60.-); вживання в їжу отруйних рослин (X.49.-) |
| (X29) | Контакт з неуточненими отруйними рослинами і тваринами                                                                 |

##### (X30-X39) Вплив сил природи[Примітки 19]
| (X30) | Вплив надмірно високої природної температури |
|       | Виключаючи: вплив надмірно високої температури штучного походження (W.92.-)                                                                                        |
| (X31) | Вплив надмірно низької природної температури |
|       | Виключаючи: вдихання зрідженого газу (W.93.-); вплив холоду штучного походження (W.93.-); контакт з сухим льодом (W.93.-)                                          |
| (X32) | Вплив сонячного світла |
| (X33) | Жертва удару блискавки |
|       | Виключаючи: пожежа, викликана блискавкою (X.00-X.09); травма внаслідок викликаного блискавкою падіння дерева або іншого об'єкта (W.20.-)                           |
| (X34) | Жертва землетрусу |
| (X35) | Жертва виверження вулкана |
| (X36) | Жертва снігового обвалу, зсуву та інших переміщень ґрунту |
|       | Виключаючи: землетрус (X.34.-); транспортний нещасний випадок, обумовлений зіткненням з нерухомим сніговим обвалом або зсувом (V.01-V.99)                          |
| (X37) | Жертва руйнівного шторму |
|       | Виключаючи: руйнування дамби або іншого штучного споруди, що викликало зрушення ґрунту (X.36.-); транспортний несчастнийслучай, проісшедшійпослешторма (V.01-V.99) |
| (X38) | Жертва повені |
|       | Виключаючи: повінь, викликана руйнуванням дамби або іншого штучного споруди (X.36.-); припливна хвиля: — БДУ (X.39.-) — Викликана штормом (X.37.-)                 |
| (X39) | Вплив інших та неуточнених сил природи |
|       | Виключаючи: зовнішній вплив БДУ (X.59.-) |

##### (X40-X49) Випадкове отруєння, спричинене впливом шкідливих речовин[Примітки 20]
|       | Включаючи: нещасні випадки при використанні лікарських засобів, медикаментів та біологічних речовин при терапевтичних та хірургічних процедурах, отруєння, чи не уточнене як випадкове або навмисне випадкове передозування, неправільноеназначеніелекарственного кошти, прийом його помилково або неувагу                           |
|       | Виключаючи: введення лікарського засобу з метою вбивства чи самогубства, з метою нанесення шкоди або за інших обставин, класифікованих в рубриках X.60-X.69, X.85-X.90, Y.10-Y.19; відповідне призначенням, правильно введене в терапевтичних або профілактичних дозах лікарський засіб як причина несприятливої реакції (Y.40-Y.59) |
| (X40) | Випадкове отруєння та дія неопіоіднимі аналгетиками, жарознижувальними і протиревматичними засобами |
| (X41) | Випадкове отруєння та дія протисудомними, седативними, снодійними, антипаркінсонічними та психотропними засобами, що не класифіковане в інших рубриках |
| (X42) | Випадкове отруєння та дія наркотиками і психодіслептикамі [галюциногенами], що не класифіковане в інших рубриках |
| (X43) | Випадкове отруєння та дія іншими лікарськими засобами, що впливають на вегетативну нервову систему |
| (X44) | Випадкове отруєння та дія іншими та неуточненими лікарськими засобами, медикаментами та біологічними речовинами |
| (X45) | Випадкове отруєння та дія алкоголем |
| (X46) | Випадкове отруєння та дія органічними розчинниками і галогенсодержащими вуглеводнями та їх парами |
| (X47) | Випадкове отруєння та дія іншими газами і пароподібними речовинами |
|       | Виключаючи: пари і дими металів (X.49.-) |
| (X48) | Випадкове отруєння та дія пестицидами |
|       | Виключаючи: добрива та засоби для підживлення рослин (X.49.-) |
| (X49) | Випадкове отруєння та дія іншими та неуточненими хімічними і отруйними речовинами |
|       | Виключаючи: контакт з отруйними тваринами і рослинами (X.20-X.29) |

##### (X50-X57) Перенапруження, подорожі та нестатки[Примітки 21]
|       | Виключаючи: напад (X.85-Y.09); транспортні нещасні випадки (V.01-V.99) |
| (X50) | Перенапруження і різкі або повторювані рухи                            |
| (X51) | Подорожі та пересування                                                |
| (X52) | Тривале перебування в стані невагомості                                |
| (X53) | Відсутність їжі                                                        |
|       | Виключаючи: внаслідок залишення без уваги або без догляду (Y.06.-)     |
| (X54) | Відсутність води                                                       |
|       | Виключаючи: внаслідок залишення без уваги або без догляду (Y.06.-)     |
| (X57) | Позбавлення неуточнені                                                 |

##### (X58-X59) Випадковий вплив інших та неуточнених факторів[Примітки 22]
| (X58) | Вплив інших уточнених чинників |
| (X59) | Вплив неуточненного фактора    |

### (X60-X84) Навмисні самоушкодження[Примітки 23]
|       | Включаючи: навмисне самоушкодження шляхом отруєння чи травмування; самогубство (спроба)                                                                    |
| (X60) | Навмисне самоотруєння і вплив неопіоіднимі аналгетиками, жарознижувальними і протиревматичними засобами                                                    |
| (X61) | Навмисне самоотруєння і вплив протисудомними, седативними, снодійними, антипаркінсонічними та психотропними засобами, що не класифіковане в інших рубриках |
| (X62) | Навмисне самоотруєння і вплив наркотиками і псіходіслептікамі [галюциногенами], що не класифіковане в інших рубриках                                       |
| (X63) | Навмисне самоотруєння і вплив іншими лікарськими засобами, що діють на вегетативну нервову систему                                                         |
| (X64) | Навмисне самоотруєння і вплив іншими та неуточненими лікарськими засобами, медикаментами та біологічними речовинами                                        |
| (X65) | Навмисне самоотруєння і вплив алкоголем |
| (X66) | Навмисне самоотруєння і вплив органічними розчинниками, галогенсодержащими вуглеводнями та їх парами                                                       |
| (X67) | Навмисне самоотруєння і вплив іншими газами і пароподібними речовинами                                                                                     |
|       | Виключаючи: пари і дими металів (X.69.-) |
| (X68) | Навмисне самоотруєння і вплив пестицидами |
|       | Виключаючи: добрива та засоби для підживлення рослин (X.69.-)                                                                                              |
| (X69) | Навмисне самоотруєння і вплив іншими та неуточненими хімічними і отруйними речовинами                                                                      |
| (X70) | Навмисне самоушкодження шляхом повішення, задушення і задушення                                                                                            |
| (X71) | Навмисне самоушкодження шляхом занурення у воду і утоплення                                                                                                |
| (X72) | Навмисне самоушкодження шляхом пострілу з ручної вогнепальної зброї                                                                                        |
| (X73) | Навмисне самоушкодження шляхом пострілу з гвинтівки, рушниці дробу і великокаліберного вогнепальної зброї                                                  |
| (X74) | Навмисне самоушкодження шляхом пострілу з іншого і неуточненного вогнепальної зброї                                                                        |
| (X75) | Навмисне самоушкодження шляхом використання вибухових речовин                                                                                              |
| (X76) | Навмисне самоушкодження димом, вогнем і полум'ям |
| (X77) | Навмисне самоушкодження парою, гарячими випарами і гарячими предметами                                                                                     |
| (X78) | Навмисне самоушкодження гострим предметом |
| (X79) | Навмисне самоушкодження тупим предметом |
| (X80) | Навмисне самоушкодження шляхом стрибка з висоти |
| (X81) | Навмисне самоушкодження шляхом стрибка під рухомий об'єкт або лежання перед ним                                                                            |
| (X82) | Преднамеренноесамоповрежденіе допомогою аварії моторного транспортного засобу                                                                              |
|       | Виключаючи: за допомогою аварії літака (X.83.-) |
| (X83) | Навмисне самоушкодження допомогою інших уточнених дій |
| (X84) | Навмисне самоушкодження допомогою неуточнених дій |

### (X85-Y09) Напад[Примітки 24]
|         | Включаючи: вбивство; ушкодження, заподіяні іншою особою з метою нанесення каліцтва або вбивства за допомогою інших засобів                                                                 |
|         | Виключаючи: пошкодження внаслідок: — Військових дій (Y.36.-) — Передбачених законом дій (Y.35.-)                                                                                           |
| (X85)   | Напад із застосуванням лікарських засобів, медикаментів та біологічних субстанцій |
| (X86)   | Напад із застосуванням їдких речовин |
|         | Виключаючи: із застосуванням їдких газів (X.88.-) |
| (X87)   | Напад із застосуванням пестицидів |
|         | Виключаючи: із застосуванням засобів для підживлення рослин і добрив (X.89.-) |
| (X88)   | Напад із застосуванням газів і пароподібні речовин |
| (X89)   | Напад із застосуванням інших уточнених хімічних і отруйних речовин |
| (X90)   | Напад із застосуванням неуточнених хімічних або отруйних речовин |
| (X91)   | Напад шляхом повішення, удушення, удавленія |
| (X92)   | Напад шляхом утоплення та занурення у воду |
| (X93)   | Напад шляхом пострілу з ручної вогнепальної зброї |
| (X94)   | Напад шляхом пострілу з гвинтівки, рушниці дробу і вогнепальної зброї великого калібру |
| (X95)   | Напад шляхом пострілу з іншого і неуточненного вогнепальної зброї |
| (X96)   | Напад шляхом використання вибухових речовин |
|         | Виключаючи: шляхом використання запальної суміші (X.97.-) |
| (X97)   | Напад із застосуванням диму, вогню та полум'я |
| (X98)   | Напад із застосуванням пари, гарячих випарів і гарячих предметів |
| (X99)   | Напад із застосуванням гострого предмета |
|         | Включаючи: поранення БДУ |
| (Y00)   | Напад із застосуванням тупого предмета |
| (Y01)   | Напад шляхом зіштовхування з висоти |
| (Y02)   | Напад шляхом штовхання під рухомий об'єкт або укладання жертви перед ним |
| (Y03)   | Напад шляхом наїзду моторним транспортним засобом |
| (Y04)   | Напад шляхом застосування фізичної сили |
|         | Виключаючи: напад шляхом: — Використання зброї (X.93-X.95, X.99.-, Y.00.-) — Занурення у воду (X.92.-) — Удавленія (X.91.-); сексуальне насильство із застосуванням фізичної сили (Y.05.-) |
| (Y05)   | Сексуальне насильство із застосуванням фізичної сили |
| (Y06)   | Позбавлення догляду або залишення без нагляду |
| (Y06.0) | Чоловіком або партнером |
| (Y06.1) | Батьком |
| (Y06.2) | Знайомим або іншому |
| (Y06.8) | Іншими уточненими особами |
| (Y06.9) | неуточнений особою |
| (Y07)   | Інші форми поганого поводження |
|         | Виключаючи: позбавлення нагляду та догляду (Y.06.-); сексуальне насильство із застосуванням фізичної сили (Y.05.-)                                                                         |
| (Y07.0) | Чоловіком або партнером |
| (Y07.1) | Батьком |
| (Y07.2) | Знайомим або іншому |
| (Y07.3) | Офіційними особами |
| (Y07.8) | Іншими уточненими особами |
| (Y07.9) | неуточнений особою |
| (Y08)   | Напад іншими уточненими способами |
| (Y09)   | Напад неуточненими способом |

### (Y10-Y34) Ушкодження з невизначеними намірами[Примітки 25]
| (Y10) | Отруєння і вплив неопіоіднимі аналгетиками, жарознижувальними і протиревматичними засобами з невизначеними намірами                                                     |
| (Y11) | Отруєння і вплив протисудомними, седативними, снодійними, антипаркінсонічними та психотропними засобами, що не класифіковане в інших рубриках, з невизначеними намірами |
| (Y12) | Отруєння і вплив наркотиками і псіходіслептікамі [галюциногенами], що не класифіковане в інших рубриках, з невизначеними намірами                                       |
| (Y13) | Отруєння і вплив іншими лікарськими засобами, що впливають на вегетативну нервову систему, з невизначеними намірами                                                     |
| (Y14) | Отруєння і вплив іншими та неуточненими лікарськими засобами, медикаментами та біологічними речовинами з невизначеними намірами                                         |
| (Y15) | Отруєння і вплив алкоголем з невизначеними намірами |
| (Y16) | Отруєння і вплив органічними розчинниками і галогенсодержащими вуглеводнями та їх парами з невизначеними намірами                                                       |
| (Y17) | Отруєння і вплив іншими газами і пароподібними речовинами з невизначеними намірами                                                                                      |
|       | Виключаючи: дими і пари металів (Y.19.-) |
| (Y18) | Отруєння і вплив пестицидами з невизначеними намірами |
|       | Виключаючи: добрива та засоби для підживлення рослин (Y.19.-) |
| (Y19) | Отруєння і вплив іншими та неуточненими хімічними і отруйними речовинами з невизначеними намірами                                                                       |
| (Y20) | Повішення, удушення і удавленіе з невизначеними намірами |
| (Y21) | Занурення у воду і утоплення з невизначеними намірами |
| (Y22) | Пошкодження в результаті пострілу з ручної вогнепальної зброї з невизначеними намірами                                                                                  |
| (Y23) | Пошкодження в результаті пострілу з гвинтівки, рушниці дробу і великокаліберного вогнепальної зброї з невизначеними намірами                                            |
| (Y24) | Пошкодження в результаті пострілу з іншого і неуточненного вогнепальної зброї з невизначеними намірами                                                                  |
| (Y25) | Контакт з вибуховою речовиною з невизначеними намірами |
| (Y26) | Вплив димом, вогнем і полум'ям з невизначеними намірами |
| (Y27) | Контакт з парою, гарячими випарами і гарячими предметами з невизначеними намірами                                                                                       |
| (Y28) | Контакт з гострим предметом з невизначеними намірами |
| (Y29) | Контакт з тупим предметом з невизначеними намірами |
| (Y30) | Падіння, стрибок або зіштовхування з висоти з невизначеними намірами |
| (Y31) | Падіння, лежання або біг перед рухомим об'єктом або на нього з невизначеними намірами                                                                                   |
| (Y32) | Аварія моторного транспортного засобу з невизначеними намірами |
| (Y33) | Інші уточнені ушкодження, що не уточнені як випадкові або навмисні |
| (Y34) | Неуточнені ушкодження з невизначеними намірами |

### (Y35-Y36) Дії, передбачені законом, і військові операції[Примітки 26]
| (Y35)   | Дії, передбачені законом                                                                                   |
| (Y35.0) | Пошкодження в результаті дій, передбачених законом, включаючи пошкодження вогнепальною зброєю              |
| (Y35.1) | Пошкодження в результаті дій, передбачених законом, що супроводжуються вибухом                             |
| (Y35.2) | Пошкодження в результаті дій, передбачених законом, з використанням газу                                   |
| (Y35.3) | Пошкодження в результаті дій, передбачених законом, з використанням тупих предметів                        |
| (Y35.4) | Пошкодження в результаті дій, передбачених законом, з використанням гострих предметів                      |
| (Y35.5) | Передбачена законом смертна кара                                                                           |
| (Y35.6) | Передбачене законом нанесення поврежденійдругімі уточненими засобами                                       |
| (Y35.7) | Передбачене законом нанесення пошкоджень неуточненими засобами                                             |
| (Y36)   | Військові дії                                                                                              |
| (Y36.0) | Пошкодження в результаті військових дій, завдані вибухом військово-морської зброї                          |
| (Y36.1) | Пошкодження в результаті військових дій, завдані руйнуванням літака                                        |
| (Y36.2) | Військові операції, що викликали пошкодження іншими видами вибухів або осколками                           |
| (Y36.3) | Пошкодження в результаті військових дій, завдані вогнем, пожежею і гарячими речовинами                     |
| (Y36.4) | Пошкодження в результаті військових дій, завдані вогнепальною зброєю та іншими видами звичайного озброєння |
| (Y36.5) | Військові операції з використанням ядерної зброї                                                           |
| (Y36.6) | Військові операції, пов'язані з використанням біологічної зброї                                            |
| (Y36.7) | Військові операції, пов'язані з використанням хімічної та іншого виду зброї масового знищення              |
| (Y36.8) | Пошкодження, отримані в результаті бойових операцій після припинення військових дій                        |
| (Y36.9) | Пошкодження, заподіяні неуточненими військовими діями                                                      |

### (Y40-Y84) Ускладнення терапевтичне і хірургічне втручань
|  | Включаючи: ускладнення, пов'язані з медичними приладами та пристроями; випадкове нанесення шкоди хворому під час хірургічного та терапевтичного втручання; будь-які несприятливі реакції, пов'язані з відповідними призначенням, правильно введеними в терапевтичних чи профілактичних дозах лікарськими засобами; хірургічні і терапевтичні процедури як причина анормальной реакції пацієнта або віддаленого ускладнення без згадки про випадковий нанесенні шкоди хворому під час їх виконання |
|  | Виключаючи: випадкове передозування ліків, неправильне призначення або прийом лікарського засобу помилково (X.40-X.44) |

#### (Y40-Y59) Несприятливі реакції при терапевтичному застосуванні лікарських засобів, медикаментів і біологічних речовин
|         | Виключаючи: нещасні випадки, обумовлені недосконалою технікою; введення ліків, медикаментів або біологічних речовин під час терапевтичних та хірургічних процедур (Y.60-Y.69)  |
| (Y40)   | Антибіотики системної дії |
|         | Виключаючи: антибіотики місцевого застосування (Y.56.-) (Y43.3) |
| (Y40.0) | Пеніциліни |
| (Y40.1) | Цефалоспорини та інші бета-лактамні антибіотики |
| (Y40.2) | Препарати хлорамфеніколовой групи |
| (Y40.3) | Макроліди |
| (Y40.4) | Тетрацикліни |
| (Y40.5) | Аміноглікозиди |
| (Y40.6) | рифаміцин |
| (Y40.7) | Протигрибкові антибіотики системної дії |
| (Y40.8) | Інші системні антибіотики |
| (Y40.9) | Системні антибіотики неуточнені |
| (Y41)   | Інші протиінфекційні та протипаразитарні засоби системної дії |
|         | Виключаючи: протиінфекційні препарати местногопрімененія (Y.56.-) |
| (Y41.0) | Сульфаніламідні препарати |
| (Y41.3) | Інші засоби для лікування протозойних інфекцій |
| (Y41.4) | Антигельмінтні кошти |
| (Y41.9) | Неуточнені системні протиінфекційні та протипаразитарні препарати |
| (Y42)   | Гормони та їх синтетичні замінники і антагоністи, не класифіковані в інших рубриках                                                                                            |
| (Y42.0) | Глюкокортикоїди і їх синтетичні аналогіІсключено: глюкокортикоїди місцевого застосування (Y.56.-)                                                                              |
| (Y42.1) | Тиреоїдні гормони та їх замінники |
| (Y42.2) | Антитиреоїдні препарати |
| (Y42.3) | Інсулін і пероральні гіпоглікемічні [протидіабетичні] препарати |
| (Y42.4) | Оральні контрацептиви |
| (Y42.5) | Інші естрогени і прогестогени |
| (Y42.6) | антігонадотропіни, антіестрогени, антіандрогени, не класифіковані в інших рубриках                                                                                             |
| (Y42.7) | Андрогени і їх анаболічні аналоги |
| (Y42.8) | Інші та неуточнені гормони та їх синтетичні замінники |
| (Y42.9) | Інші та неуточнені антагоністи гормонів |
| (Y43)   | Препарати переважно системної дії |
| (Y43.1) | Протипухлинні антиметаболіти |
| (Y43.2) | Протипухлинні натуральні препарати |
| (Y43.4) | Імунодепресивні кошти |
| (Y43.5) | Засоби, що підвищують кислотність і лужність |
| (Y43.6) | Ферменти, не класифіковані в інших рубриках |
| (Y43.8) | Інші лікарські засоби, переважно системної дії, не класифіковані в інших рубриках                                                                                              |
| (Y43.9) | Лікарські препарати системної дії неуточнені |
| (Y44)   | Препарати, що впливають переважно на компоненти крові |
| (Y44.0) | Препарати заліза та інші препарати для лікування печінки і гипохромной анемії                                                                                                  |
| (Y44.1) | Вітамін B.12, фолієва кислота та інші препарати для лікування мегалобластної анемії                                                                                            |
| (Y44.2) | Антикоагулянти |
| (Y44.3) | Антагоністи антикоагулянтів, вітамін K та інші коагулянти |
| (Y44.5) | Тромболітичні препарати |
| (Y44.7) | Замінники плазми |
| (Y44.9) | Інші та неуточнені препарати, що впливають на компоненти крові |
| (Y45)   | Аналгезуючі, жарознижувальні та протизапальні засоби |
| (Y45.0) | Опіоїдні і споріднені аналгезуючі засоби |
| (Y45.1) | Саліцилати |
| (Y45.2) | Похідні пропіонової кислоти |
| (Y45.3) | Інші нестероїдні протизапальні лікарські засоби [NSAID] |
| (Y45.5) | Похідні 4-амінофенола |
| (Y45.8) | Інші аналгезуючі, жарознижувальні та протизапальні засоби |
| (Y45.9) | анальгезуючі, жарознижувальні і протизапальні засоби неуточнені |
| (Y46)   | Протисудомні та протипаркінсонічні засоби |
| (Y46.0) | сукцініміди |
| (Y46.1) | Оксазолідіндіони |
| (Y46.2) | Похідні гідантоїну |
| (Y46.3) | Деоксібарбітурати |
| (Y46.4) | Іміностілбени |
| (Y46.5) | Вальпроєвая кислота |
| (Y46.6) | Інші та неуточнені протисудомні засоби |
| (Y46.7) | Протипаркінсонічні лікарські засоби |
| (Y47)   | Седативні, снодійні і заспокійливі [анксіолітичні] кошти |
| (Y47.1) | Бензодіазепіни |
| (Y47.2) | Похідні хлору |
| (Y47.3) | паральдегід |
| (Y47.4) | Сполуки брому |
| (Y47.5) | Різні седативні і снодійні засоби, не класифіковані в інших рубриках |
| (Y47.8) | Інші седативні, снодійні і заспокійливі засоби |
| (Y47.9) | Седативні, снодійні і заспокійливі засоби, неуточнені |
| (Y48)   | Знеболюючі та терапевтичні гази |
| (Y48.0) | Анестезуючі засоби, що застосовуються у вигляді інгаляцій |
| (Y48.1) | Парентеральні знеболюючі препарати |
| (Y48.2) | Інші та неуточнені знеболюючі речовини загальної дії |
| (Y48.3) | Місцевоанестезуючі засоби |
| (Y48.4) | Знеболюючі засоби неуточнені |
| (Y48.5) | Терапевтичні гази |
| (Y49)   | Психотропні засоби, не класифіковані в інших рубриках |
| (Y49.0) | Трициклічні і тетрациклічні антидепресанти |
| (Y49.1) | Інгібітори моноаміноксидази |
| (Y49.2) | Інші та неуточнені антидепресанти |
| (Y49.3) | Антипсихотические і нейролептические препарати фенотіазинового ряду |
| (Y49.4) | Нейролептики-похідні бутирофенону і тіоксантена |
| (Y49.6) | Псіходіслептікі [галюциногени] |
| (Y49.7) | Психостимулюючі засоби, характерізующіесявозможностью пристрасті до них |
| (Y49.8) | Інші психотропні препарати, не класифіковані в інших рубриках |
| (Y49.9) | Психотропні засоби неуточнені |
| (Y50)   | Препарати, що стимулюють центральну нервову систему, не класифіковані в інших рубриках                                                                                         |
| (Y50.0) | Аналептичні засоби |
| (Y50.1) | Антагоністи опіоїдних рецепторів |
| (Y50.8) | Інші стимулятори центральної нервової системи |
| (Y50.9) | Стимулятори центральної нервової системи неуточнені |
| (Y51)   | Препарати, що діють переважно на вегетативну нервову систему |
| (Y51.0) | Інгібітори холінестерази |
| (Y51.1) | Інші парасімпатоміметіческіе [холінергетіческіе] кошти |
| (Y51.2) | Гангліоблокуючі кошти, не класифіковані в інших рубриках |
| (Y51.3) | Інші парасимпатолитический [антихолінергічні і антімускарінние] і спазмолітичні засоби, не класифіковані в інших рубриках                                                      |
| (Y51.4) | Агоністи переважно альфа-блокатори, не класифіковані в інших рубриках |
| (Y51.7) | Антагоністи бета-блокатори, не класифіковані в інших рубриках |
| (Y51.9) | Інші та неуточнені лікарські засоби, действующіепреімущественно на вегетативну нервову систему                                                                                 |
| (Y52)   | Препарати, що діють переважно на серцево-судинну систему |
| (Y52.0) | Серцеві глікозиди та препарати подібної дії |
| (Y52.1) | Блокатори кальцієвих каналів |
| (Y52.4) | Інгібітори ангіотензінконвертірующіх ферментів |
| (Y52.6) | антігіперліпідеміческіх і антиатеросклеротичні кошти |
| (Y52.8) | Антиварикозні [венотоніческіх] лікарські засоби, включаючи склерозуючі агенти                                                                                                  |
| (Y52.9) | Інші та неуточнені препарати, що діють переважно на серцево-судинну систему |
| (Y53)   | Препарати, що діють переважно на органи травлення |
| (Y53.0) | Антагоністи гістамінових H2-рецепторів |
| (Y53.1) | Інші антациди та засоби, що пригнічують секрецію шлунка |
| (Y53.2) | Подразнюючі проносні засоби |
| (Y53.3) | Сольові та осмотичні проносні засоби |
| (Y53.4) | Інші проносні |
| (Y53.5) | Препарати, що стимулюють травлення |
| (Y53.6) | Протидіарейні средстваІсключено: антибіотики системної дії та інші протиінфекційні та протипаразитарні засоби (Y.40-Y.41)                                                      |
| (Y53.7) | Блювотні засоби |
| (Y53.8) | Інші препарати, що діють переважно на шлунково-кишковий тракт |
| (Y53.9) | Препарати, що діють переважно на шлунково-кишковий тракт, неуточнені |
| (Y54)   | Препарати, що впливають переважно на водний баланс, мінеральний обмін і обмін сечової кислоти                                                                                  |
| (Y54.0) | Мінералокортикоїди |
| (Y54.1) | Антагоністи минералокортикоидов [антагоністи альдостерону] |
| (Y54.2) | Інгібітори карбоангідрази |
| (Y54.3) | Похідні бензотіадіазіна |
| (Y54.4) | «Петльові» діуретики |
| (Y54.5) | Інші діуретики |
| (Y54.6) | Препарати, що впливають на електролітний, енергетичний і водний баланс |
| (Y54.7) | Препарати, що впливають обмін кальцію |
| (Y54.8) | Засоби, що впливають на обмін сечової кислоти |
| (Y54.9) | Мінеральні солі, не класифіковані в інших рубриках |
| (Y55)   | Препарати, що діють переважно на гладку і скелетну мускулатуру і органи дихання                                                                                                |
| (Y55.2) | Інші та неуточнені препарати, що впливають переважно на мускулатуру |
| (Y55.3) | Протикашльові засоби |
| (Y55.4) | Відхаркувальні засоби |
| (Y55.5) | Лікарські засоби, що використовуються при нежиті |
| (Y55.7) | Інші та неуточнені препарати, що діють на органи дихання |
| (Y56)   | Препарати місцевої дії, що впливають переважно на шкіру та слизові оболонки, і засоби, що застосовуються в офтальмологічній, оториноларингологічній і стоматологічній практиці |
| (Y56.0) | Протигрибкові, протиінфекційні та протизапальні засоби місцевої дії, не класифіковані в інших рубриках                                                                         |
| (Y56.1) | Протисвербіжні кошти |
| (Y56.2) | В'яжучі засоби та детергенти місцевої дії |
| (Y56.3) | Пом'якшувальні, що зменшують роздратування і захисні засоби |
| (Y56.4) | кератолитическим, кератопластичні та інші лікарські засоби та препарати для лікування волосся                                                                                  |
| (Y56.5) | Лікарські засоби та препарати, що застосовуються в офтальмологічній практиці                                                                                                   |
| (Y56.6) | Лікарські засоби та препарати, що застосовуються в отоларингологічній практиці                                                                                                 |
| (Y56.7) | Лікарські засоби, що застосовуються місцево в стоматологічній практиці |
| (Y56.8) | Інші препарати місцевого застосування |
| (Y56.9) | Препарати місцевого застосування неуточнені |
| (Y57)   | Інші та неуточнені лікарські засоби і медикаменти |
| (Y57.0) | Препарати, що пригнічують апетит [анорексигенні кошти] |
| (Y57.1) | Ліпотропні кошти |
| (Y57.2) | Протиотрути і комплексони, не класифіковані в інших рубриках |
| (Y57.3) | Спеціальні засоби для лікування алкоголізму, що викликають непереносимість алкоголю                                                                                            |
| (Y57.4) | Фармацевтичні добавки |
| (Y57.5) | Рентгеноконтрастні середовища |
| (Y57.6) | Інші діагностичні препарати |
| (Y57.8) | Інші лікарські засоби і медикаменти |
| (Y57.9) | Лікарські засоби та медикаменти неуточнені |
| (Y58)   | Бактеріальні вакцини |
| (Y58.0) | Вакцина БЦЖ |
| (Y58.1) | Черевнотифозна і паратифозна вакцини |
| (Y58.2) | Холерна вакцина |
| (Y58.3) | Чумна вакцина |
| (Y58.4) | Правцева вакцина |
| (Y58.5) | Дифтерійна вакцина |
| (Y58.6) | Коклюшна вакцина, включаючи комбіновані вакцини з кашлюковим компонентом |
| (Y58.8) | Змішані бактеріальні вакцини, крім комбінованих вакцин з кашлюковим компонентом                                                                                                |
| (Y58.9) | Інші та неуточнені бактеріальні вакцини |
| (Y59)   | Інші та неуточнені вакцини та біологічні речовини |
| (Y59.0) | Вірусна вакцина |
| (Y59.1) | Риккетсіозних вакцина |
| (Y59.2) | Вакцина проти найпростіших |
| (Y59.3) | Імуноглобулін |
| (Y59.8) | Інші уточнені вакцини та біологічні речовини |
| (Y59.9) | Вакцини та біологічні речовини неуточнені |

#### (Y60-Y69) Випадкове нанесення шкоди хворому при хірургічному втручанні та наданні медичної допомоги
|         | Виключаючи: медичні прилади та пристрої як причина нещасних випадків при їх використанні для діагностики та лікування (Y.70-Y.82); хірургічні та терапевтичні втручання як причина анормальной реакції пацієнта без згадки про випадковий нанесенні йому шкоди під час їх виконання (Y.83-Y.84) |
| (Y60)   | Випадковий поріз, укол, перфорація або кровотеча при виконанні хірургічної та терапевтичної процедури |
| (Y60.0) | При проведенні хірургічної операції |
| (Y60.1) | При проведенні інфузії і трансфузии |
| (Y60.2) | При нирковому діалізі або інший перфузії |
| (Y60.3) | При проведенні ін'єкції або імунізації |
| (Y60.4) | При ендоскопічному дослідженні |
| (Y60.5) | При катетеризації серця |
| (Y60.6) | При аспірації рідини або тканини, пункції та іншої катетеризації |
| (Y60.7) | При застосуванні клізми |
| (Y60.8) | При проведенні іншої терапевтичної або хірургічної процедури |
| (Y60.9) | При проведенні неуточненої хірургічної або терапевтичної процедури |
| (Y61)   | Випадкове залишення чужорідного тіла в організмі при виконанні хірургічної та терапевтичної процедури |
| (Y61.0) | При проведенні хірургічної операції |
| (Y61.1) | При проведенні інфузії і трансфузии |
| (Y61.2) | При нирковому діалізі або інший перфузії |
| (Y61.3) | При проведенні ін'єкції або імунізації |
| (Y61.4) | При ендоскопічному дослідженні |
| (Y61.5) | При катетеризації серця |
| (Y61.6) | При аспірації рідини або тканини, пункції та іншої катетеризації |
| (Y61.7) | При видаленні катетера або тампона |
| (Y61.8) | При проведенні іншої хірургічної або терапевтичної процедури |
| (Y61.9) | При проведенні неуточненої хірургічної або терапевтичної процедури |
| (Y62)   | Недостатня стерильність при виконанні хірургічних та терапевтичних процедур |
| (Y62.0) | При виконанні хірургічної операції |
| (Y62.1) | При проведенні інфузії або трансфузии |
| (Y62.2) | При нирковому діалізі або інший перфузії |
| (Y62.3) | При проведенні ін'єкції або імунізації |
| (Y62.4) | При ендоскопічному дослідженні |
| (Y62.5) | При катетеризації серця |
| (Y62.6) | При аспірації рідини або тканини, пункції та іншої катетеризації |
| (Y62.8) | При проведенні іншої хірургічної або терапевтичної процедури |
| (Y62.9) | При проведенні неуточненої хірургічної або терапевтичної процедури |
| (Y63)   | Помилковість дозування при проведенні хірургічної та терапевтичної процедури |
|         | Виключаючи: випадкове передозування ліків або введення помилково іншого лікарського засобу (X.40-X.44) |
| (Y63.0) | Введення надмірної кількості крові або іншої рідини під час трансфузии або інфузії |
| (Y63.1) | Неправильне розведення рідини, що вводиться |
| (Y63.2) | Передозування при променевої терапії |
| (Y63.3) | Випадкове опромінення хворого при виконанні медичної процедури |
| (Y63.4) | Невідповідність дозування при лікуванні електрошоком або інсуліновим шоком |
| (Y63.5) | Невідповідне (надмірно висока або надмірно низька) температура при місцевій аплікації або накладення пов'язки |
| (Y63.6) | Незастосування необхідного лікарського засобу, медикаменту або біологічної речовини |
| (Y63.8) | Помилковість дозування під час інших хірургічних або терапевтичних процедур |
| (Y63.9) | Помилковість дозування при проведенні неуточнених хірургічних та терапевтичних процедур |
| (Y64)   | Забруднені медичні або біологічні речовини |
| (Y64.0) | Забруднені медичні або біологічні речовини, ис користуватися для трансфузии або інфузії |
| (Y64.1) | Забруднені медичні або біологічні речовини, використані для ін'єкції або вакцинації |
| (Y64.8) | Забруднені медичні або біологічні речовини, введені іншим способом |
| (Y64.9) | Забруднені медичні або біологічні речовини, введені неуточненими способом |
| (Y65)   | Інші нещасні випадки під час надання хірургічної та терапевтичної допомоги |
| (Y65.0) | Несумісність перелитої крові |
| (Y65.1) | Використання для вливання помилково взятої рідини |
| (Y65.2) | Дефект в накладенні шва або лігатури під час хірургічної операції |
| (Y65.3) | Неправильне положення ендотрахеальної трубки при дачі наркозу |
| (Y65.4) | Дефект введення або видалення інший трубки або інструменту |
| (Y65.5) | Виконання операції, що не відповідає показаннями |
| (Y65.8) | Інші уточнені нещасні випадки під час надання терапевтичної та хірургічної допомоги |
| (Y66)   | Ненадання хірургічної та терапевтичної допомоги |
| (Y69)   | Нещасний випадок під час надання хірургічної та терапевтичної допомоги неуточнений |

#### (Y70-Y82) Медичні прилади і пристрої, з якими пов'язані нещасні випадки, які виникли при їх використанні для діагностики і терапевтичних цілей[Примітки 27]
| (Y70) | Прилади для анестезії, з якими пов'язані нещасні випадки                                                                 |
| (Y71) | Прилади та пристрої для діагностики та лікування хвороб серцево-судинної системи, з якими пов'язані нещасні випадки      |
| (Y72) | Прилади й пристрої, що використовуються в оториноларингологічній практиці, з якими пов'язані нещасні випадки             |
| (Y73) | Прилади й пристрої, що використовуються в гастроентерологічної і урологічній практиці, з якими пов'язані нещасні випадки |
| (Y74) | Прилади та пристрої загальнолікарняного і для індивідуального користування, з якими пов'язані нещасні випадки            |
| (Y75) | Прилади й пристрої, що використовуються в неврологічній практиці, з якими пов'язані нещасні випадки                      |
| (Y76) | Прилади й пристрої, що використовуються в акушерській та гінекологічній практиці, з якими пов'язані нещасні випадки      |
| (Y77) | Прилади й пристрої, що використовуються в офтальмологічній практиці, з якими пов'язані нещасні випадки                   |
| (Y78) | Радіологічні прилади і пристрої, з якими пов'язані нещасні випадки                                                       |
| (Y79) | Ортопедичні прилади і пристрої, з якими пов'язані нещасні випадки                                                        |
| (Y80) | Фізіотерапевтичні прилади та пристрої, з якими пов'язані нещасні випадки                                                 |
| (Y81) | Прилади та пристрої, що застосовуються в загальній та пластичної хірургії, з якими пов'язані нещасні випадки             |
| (Y82) | Інші та неуточнені медичні прилади та пристрої, з якими пов'язані нещасні випадки                                        |

#### (Y83-Y84) Хірургічні та інші медичні процедури як причина аномальних реакцій чи пізніх ускладнень у пацієнтів, без згадки про нещасний випадок під час їх виконання
| (Y83)   | Хірургічні операції та інші хірургічні процедури як причина анормальной реакції або пізнього ускладнення у пацієнта без згадки про випадковий нанесенні йому шкоди під час їх виконання |
| (Y83.0) | Хірургічна операція з трансплантацією цільного органу |
| (Y83.1) | Хірургічна операція з імплантацією штучного внутрішнього устрою |
| (Y83.2) | Хірургічна операція з накладенням анастомозу, шунта або трансплантата |
| (Y83.3) | Хірургічна операція з утворенням зовнішньої стоми |
| (Y83.4) | Інші види відновної хірургії |
| (Y83.5) | Ампутація кінцівки (їй) |
| (Y83.6) | Видалення іншого органу (часткове) (повне) |
| (Y83.8) | Інші хірургічні операції |
| (Y83.9) | Хірургічна операція неуточнена |
| (Y84)   | Інші медичні процедури як причина анормальной реакції або пізнього ускладнення у пацієнта без згадки про випадковий нанесенні йому шкоди під час їх виконання                           |
| (Y84.0) | Катетеризація серця |
| (Y84.1) | Нирковий діаліз |
| (Y84.2) | Радіологічний процедура і променева терапія |
| (Y84.3) | Шокова терапія |
| (Y84.4) | Аспірація рідини |
| (Y84.5) | Введення шлункового або дуоденального зонда |
| (Y84.6) | Катетеризація сечових шляхів |
| (Y84.7) | Взяття проби крові |
| (Y84.8) | Інші медичні процедури |
| (Y84.9) | Медична процедура неуточнена |
| (Y85)   | Наслідки транспортного нещасного випадку |
| (Y85.0) | Наслідки нещасного випадку, пов'язаного з мототранспортних засобів |
| (Y85.9) | Наслідки нещасного випадку, пов'язаного з іншим і неуточненими транспортним засобом |
| (Y86)   | Наслідки інших нещасних випадків |
| (Y87)   | Наслідки умисного самоушкодження, напади і подій [пошкоджень], що не уточнених як випадкові або навмисні                                                                                |
| (Y87.0) | Наслідки умисного самоушкодження |
| (Y87.1) | Наслідки нападу |
| (Y87.2) | Наслідки подій [пошкоджень], що не уточнених як випадкові або навмисні |
| (Y88)   | Наслідки терапевтичних та хірургічних втручань як зовнішніх причин захворюваності та смертності                                                                                         |
| (Y88.0) | Последствіянеблагопріятного впливу лікарських засобів, медикаментів та біологічних речовин, застосованих в терапевтичних цілях                                                          |
| (Y88.1) | Наслідки випадкового нанесення шкоди пацієнту під час виконання хірургічних та терапевтичних процедур                                                                                   |
| (Y88.2) | Наслідки нещасних випадків, пов'язаних із застосуванням медичного обладнання в діагностичних і терапевтичних цілях                                                                      |
| (Y88.3) | Наслідки хірургічних та терапевтичних процедур як причин анормальной реакції або пізнього ускладнення у пацієнта без згадки про випадковий нанесенні йому шкоди під час їх виконання    |
| (Y89)   | Наслідки інших зовнішніх причин |
| (Y89.0) | Наслідки в результаті дій, передбачених законом |
| (Y89.1) | Наслідки військових дій |
| (Y89.9) | Наслідки неуточнених зовнішніх причин |
| (Y90)   | Доказ впливу алкоголю, визначеного за рівнем його вмісту в крові |
| (Y90.0) | Вміст алкоголю в крові менш ніж 20 мг / 100 мл |
| (Y90.1) | Вміст алкоголю в крові 20-39 мг / 100 мл |
| (Y90.2) | Вміст алкоголю в крові 40-59 мг / 100 мл |
| (Y90.3) | Вміст алкоголю в крові 60-79 мг / 100 мл |
| (Y90.4) | Вміст алкоголю в крові 80-99 мг / 100 мл |
| (Y90.5) | Вміст алкоголю в крові 100—119 мг / 100 мл |
| (Y90.6) | Вміст алкоголю в крові 120—199 мг / 100 мл |
| (Y90.7) | Вміст алкоголю в крові 200—239 мг / 100 мл |
| (Y90.8) | Вміст алкоголю в крові 240 мг / 100 мл або більше |
| (Y90.9) | Присутність алкоголю в крові, зміст не уточнено |
| (Y91)   | Доказ впливу алкоголю, визначеного за ступенем сп'яніння |
|         | Виключаючи: доказ впливу алкоголю, визначеного за рівнем його вмісту в крові (Y.90.-)                                                                                                   |
| (Y91.0) | Алкогольна інтоксикація легкого ступеня |
| (Y91.1) | Алкогольна інтоксикація середнього ступеня |
| (Y91.2) | Алкогольна інтоксикація важкого ступеня |
| (Y91.3) | Алкогольна інтоксикація дуже важкого ступеня |
| (Y91.9) | Алкогольне сп'яніння неуточнений |
| (Y95)   | Стан госпиталізації |
| (Y96)   | Фактори, що мають відношення до роботи |
| (Y97)   | Фактори, пов'язані із забрудненням навколишнього середовища |
| (Y98)   | Фактори, пов'язані зі способом життя |

## Виноски
1. ↑  International Statistical Classification of Diseases and Related Health Problems 10th Revision. Version:2015 (англ.). World Health Organization. Процитовано 15 листопада 2015. (англ.)
2. ↑  Клініко-статистична класифікація хвороб, розроблена на базі МКХ-10 (проект) (укр.). Міністерство охорони здоров'я України. Процитовано 15 листопада 2015. (укр.)